# VDL Citea
De Citea is een reeks lagevloer-autobussen van busfabrikant VDL Bus & Coach, onderdeel van de internationaal opererende Nederlandse VDL Groep. De bus wordt in Nederland geproduceerd bij VDL Bus Modules te Valkenswaard en in België bij VDL Bus Roeselare in Beveren bij Roeselare.

## Ontwikkeling
De Citea CLF werd in 2007 gepresenteerd op de beurs "UITP Mobility and City Transport Exhibition" in Helsinki. De stadsbus heeft een volledig vlakke vloer en is het eerste model van een reeks bussen voor het openbaar vervoer. Met de komst van de Citea zijn de stadsbussen SB 250 Jonckheer (12 meter versie) en Berkhof Diplomat uit productie genomen.
De constructie van de Citea is gebaseerd op de lichtgewichtsystemen die VDL Berkhof Heerenveen al jaren met succes gebruikt voor de Berkhof Ambassador. Een voorbeeld daarvan zijn de boutverbindingen die worden gebruikt om het dak, de zijspanten en de zijpanelen met elkaar te verbinden en die een snelle reparatie mogelijk maken bij een eventuele aanrijding zonder dat grote demontages nodig zijn.
Het concept is ook een aanvulling op het bestaande productprogramma van VDL Bus & Coach, het biedt namelijk veel ruimte om de bus af te stemmen op specifieke nationale eisen van vervoerbedrijven uit de hele wereld. Door het modulaire systeem kan de bus aangepast worden aan uiteenlopende wensen.
Tijdens Busworld 2013 werd het model Citea MLE (Midi Low Entry) gepresenteerd. Daarmee richt VDL zich op de markt van midibussen voor het Europese openbaar vervoer. De Citea MLE is ontwikkeld in samenwerking met Wrightbus en is eigenlijk een Wright StreetLite, alleen dan voor linksgestuurde landen. De Citea MLE was leverbaar in vier verschillende lengtes van 8,8 tot 10,8 meter. De MLE-88 (8,8 meter) en MLE-95 (9,5 meter) werden als eerste geïntroduceerd. Zij werden gevolgd door de MLE-102 (10,2 meter) en MLE-108 (10,8 meter).
Voor de vervanging van oudere Berlijnse dubbeldekkers worden verschillende modellen getest. VDL leverde op 11 augustus 2015 een prototype onder de naam Citea DLF 114. Deze bus wordt sinds oktober 2015 getest op ExpressBus X34 Kladow, Kaserne Hottengrund - S+U Zoologischer Garten v.v.

## Opbouw

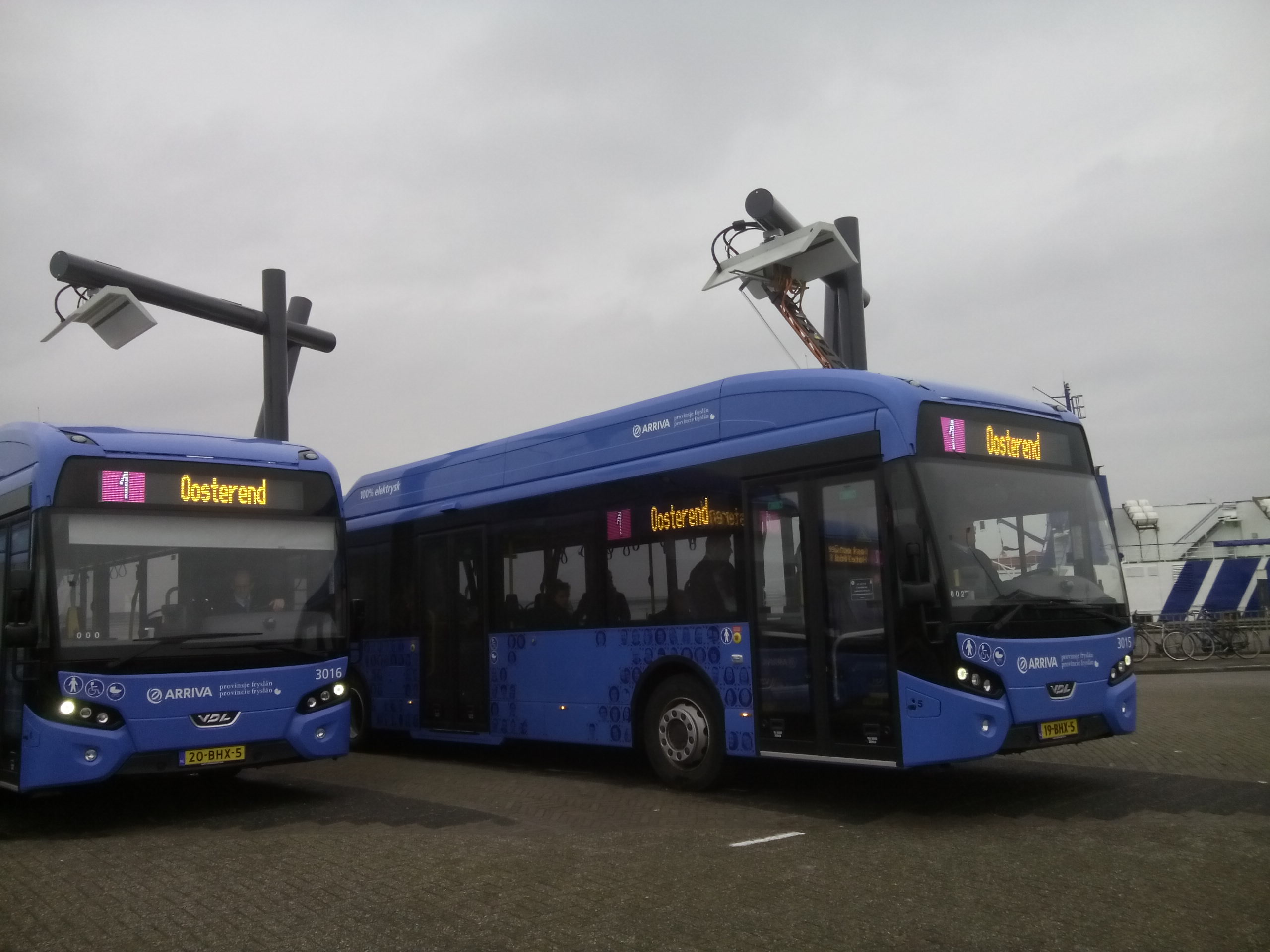
Een elektrische VDL Citea laadt op in de haven van Terschelling.

Een Citea-bus wordt in vijftien werkdagen als een soort bouwpakket opgebouwd als casco. Toeleveranciers hebben dan al het nodige voorwerk verricht. De verdere afwerking vraagt meer tijd.
Het chassis is afkomstig van zusterbedrijf VDL Bus Chassis in Eindhoven. Het chassis is gemaakt van staal, het zogenaamde St37K. Deze delen worden na productie galvaniseerd. De carrosserie delen komen uit de fabriek van zusterbedrijf VDL Postma in Heerenveen. Voor de VDL Citea is zogenaamd 3CR12 roest vast staal gebruikt. Dit is een soort tussenvorm tussen gewoon staal en roestvaststaal (RVS). Dat is een groot verschil met traditionele bussen, waarvan de opbouw nog helemaal in elkaar gelast wordt. De kunststof zijpanelen uit Duitsland zijn al bij Elzinga in Irnsum in de gewenste kleur gespoten. Het dak bestaat uit aluminium elementen.
Het bedrijf Heiwo in Wolvega levert een deel van de daken. De busdeuren zijn gemaakt bij Ventura in Bolsward, de vrijwel complete fronten komen uit Tsjechië. De sociale werkvoorziening Caparis zorgt voor de assemblage van een groot aantal componenten en een deel van de elektrische bedrading, nodig om de bus te verlichten, te koelen en om de deuren te laten functioneren. De stoelen (uitvoering Arriva Limburg) zijn van het type Isri Civic V2.
Net zoals bij de vorige generatie stadsbussen van VDL, heeft de Citea SLF de motor linksachter gepositioneerd. Wel verhuisden de radiator, oliekoeler en intercooler naar een positie in de carrosserie, boven de motor. De Citea SLE en LLE hebben de motor achter in het midden gepositioneerd. De belangrijkste onderdelen van het ventilatiesysteem bevinden zich in een speciale module op het dak, ter hoogte van de vooras. In die module is ook ruimte voor de verdamper en andere belangrijke onderdelen van de airco.
De genoemde toeleveranciers worden door VDL Bus Heerenveen gebruikt, de locatie in Valkenswaard en die in het Belgische Roeselare hebben gedeeltelijk andere leveranciers.

## Vormgeving
De vormgeving van de eerste generatie Citea-bussen werd in 2007 tijdens Busworld in Kortrijk gelanceerd. De Jonckheere touringcar (JHD/JSD) werd hierop gebaseerd. De bedoeling was om een "familieband" tussen de beide VDL bedrijven te creëren. Gemeenschappelijke stijlelementen tussen de stadsbus, de streekbus en de touringcar zijn herkenbaar in de grill en de achterzijde van de bus. Ook de verlichting op basis van LED-elementen werd bij beide modellen op dezelfde manier in de carrosserie en de vormgeving verwerkt.
In 2010 werd een nieuwe vormgeving voor de Citea gelanceerd, die werd gemaakt door Van der Veer Designers uit Geldermalsen. Deze bussen zijn herkenbaar aan onder meer een groot VDL logo op het front van de bus.

### Interieur

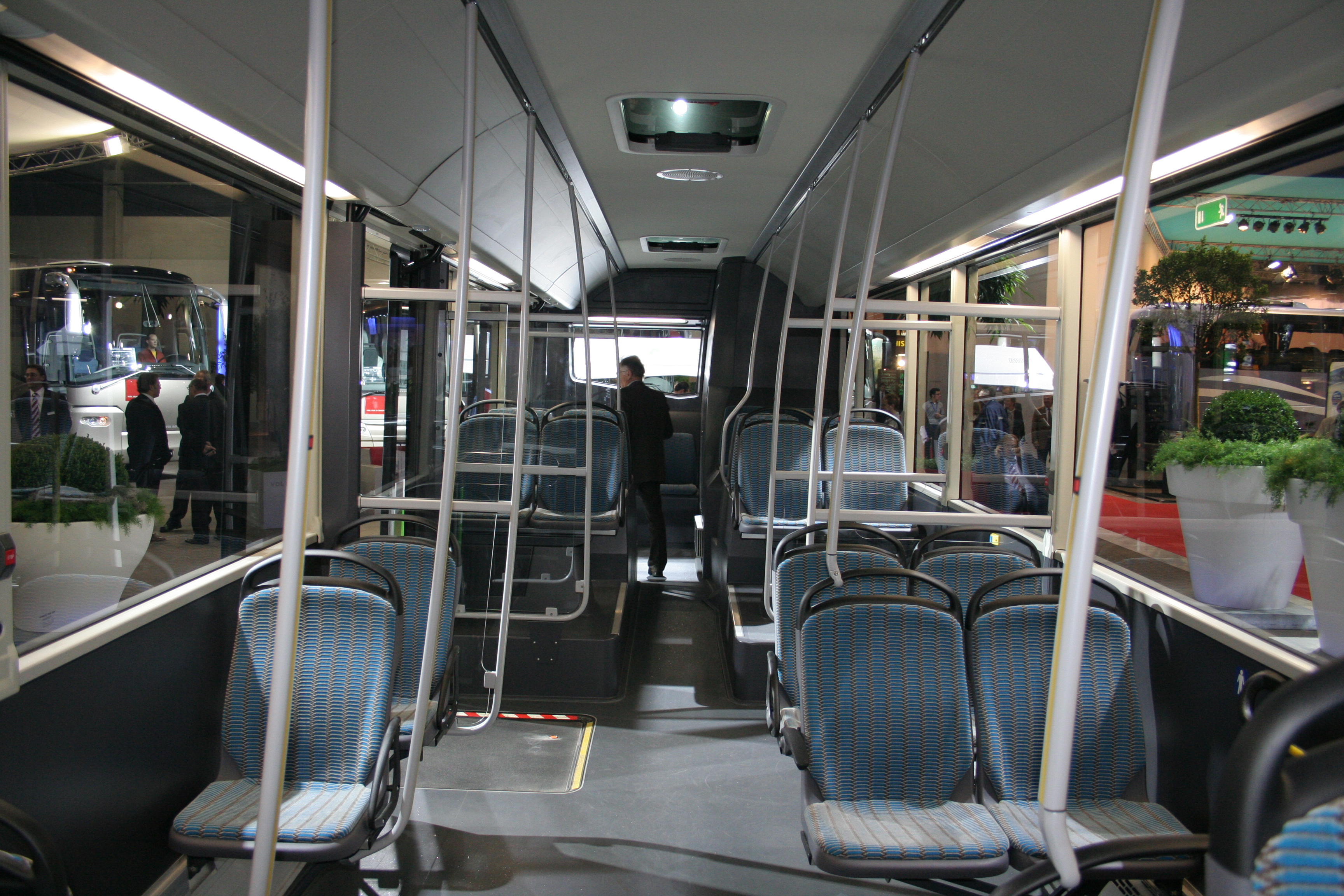
Interieur van de Citea CLF

De passagiersstoelen zijn in verschillende modellen en met vrijwel iedere soort bekleding (kleur, patroon) die de vervoerder wenst leverbaar. De bussen van het GVB hebben bijvoorbeeld blauwe stoelen met het GVB logo als motief. Ook de stastangen zijn leverbaar in verschillende kleuren. Er zijn speciale stoelen voor stadsbussen, streekbussen en luxere stoelen voor snelbussen, zoals de Citea's voor R-net lijn 320 Hilversum – Amsterdam.
De bussen die in Dubai zijn afgeleverd (zie orders) zijn voorzien van panelen die zorgen voor een scheiding tussen de mannen- en de vrouwenafdeling. Hierbij zijn de eerste drie stoelrijen bestemd voor vrouwen, kinderen en families. De beide afdelingen zijn met een klaphekje met elkaar verbonden. Voorts zijn deze bussen voorzien van een volledige airconditioning.
De VDL-bussen uitgerust met airconditioning hebben getinte zijruiten om bij blootstelling van zonlicht in het interieur de behoefte aan airconditioning te verminderen.
Voor rolstoelgebruikers is een rolstoelplank aanwezig (manueel of elektrisch te bedienen).

## Productengamma
Het eerste type van de Citea ging in 2007 in productie (CLF 120 stadsbus). Een jaar later introduceerde VDL een Citea streekbus met een verlaagde instap (Citea CLE 120). Weer een jaar later werden drie nieuwe lengtevarianten voor de Citea geïntroduceerd die begin 2010 in productie gingen. Deze lengtevarianten waren CLE 129 (2-asser - 12,9 meter), CLE 137 (3-asser - 13,7 meter) en de CLE 145 (3-asser - 14,5 meter).
Op 14 september 2010 maakte VDL Bus & Coach bekend dat men de aanduiding VDL Citea gaat gebruiken voor alle bussen in het openbaar vervoer. Tevens werd de typeaanduiding iets aangepast. Ook de Berkhof Ambassador wordt sinds het najaar van 2011 verder gebouwd als gefacelifte versie onder de naam VDL Citea LLE-120. In 2015 werd een driedeurige versie op Busworld Kortrijk voorgesteld. De 10,6 meter variant, die eerder ook onder de naam Ambassador werd gemaakt, is komen te vervallen.

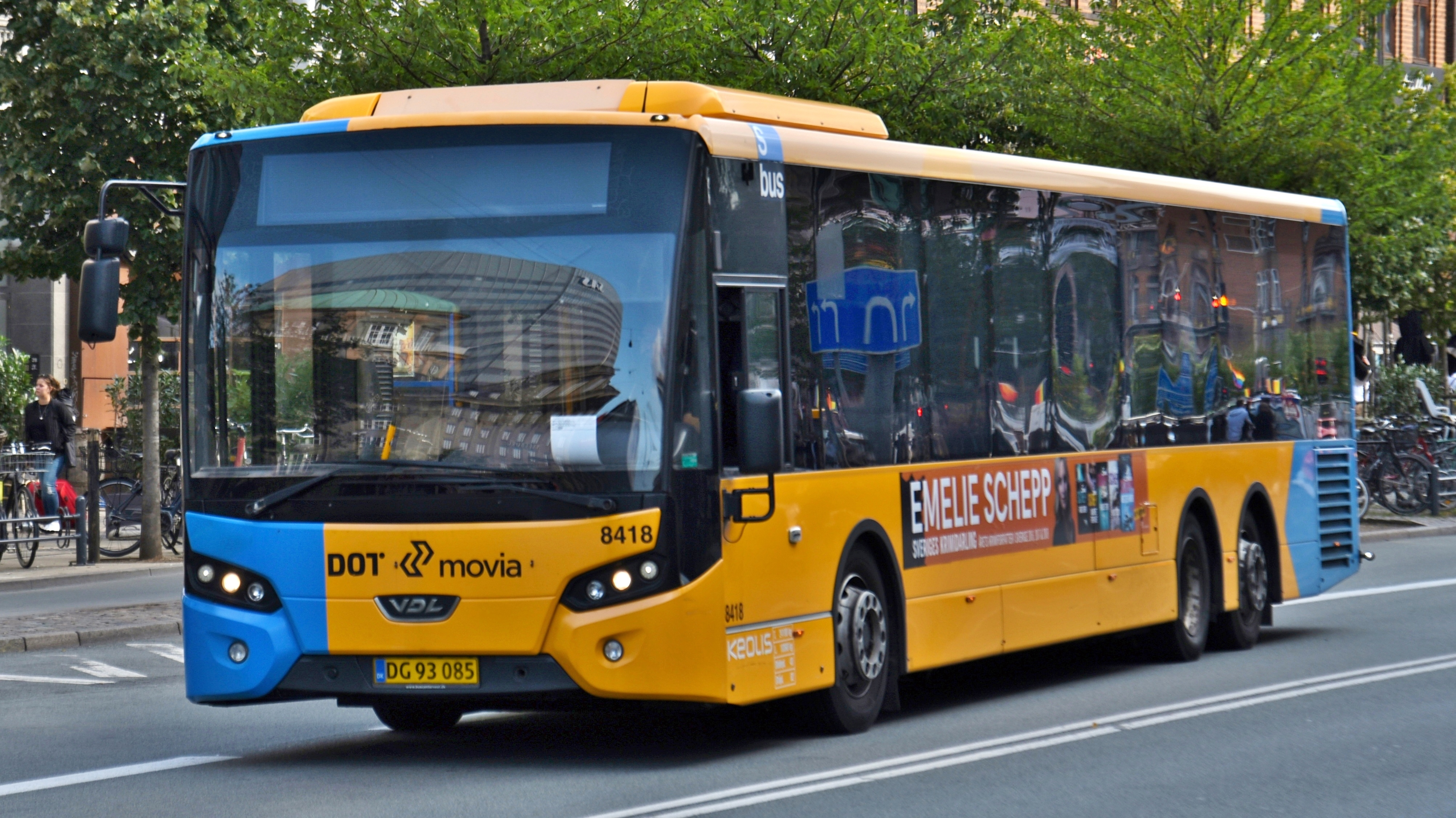
Drieassige VDL Citea XLE-137 no. 8418 van Keolis, rijdend voor DOT Movia op Vesterbrogade in Kopenhagen, 14 augustus 2019

Met de Citea biedt VDL Bus & Coach een compleet gamma aan stads- en streekbussen. De Citea CLF (Citea Low Floor) en CLE (Citea Low Entry) zijn de eerste generatie Citea-bussen. De Citea SLF, SLE en XLE zijn de tweede generatie. De Citea SLF (Citea Low Floor) is ook leverbaar als hybride variant. De Citea SLE en XLE (Citea Low Entry) zijn leverbaar in 4 lengtevarianten. De SLE en XLE zijn streekbussen, de XLE heeft drie assen. De LLE (Light Low Entry) is de opvolger van de Ambassador.
Tijdens de 60ste UITP Mobility & City Transport tentoonstelling in Genève presenteerde VDL drie nieuwe varianten van de Citea:
- de Citea SLFA, een gelede variant van de Citea op basis van de Citea SLF. De bus, die in 2010 al werd aangekondigd als opvolger van de Jonckheer Volvo B7LA, heeft een Euro 6 motor en was toen leverbaar in twee lengtevarianten, de SLFA-181 met een lengte van 18,1 meter en de SLFA-187 met een lengte van 18,75 meter. Een demobus van de SLFA werd getest door de Maatschappij voor het Intercommunaal Vervoer te Brussel (MIVB).
- de Citea Cargo, een Citea-bus met twee kubieke meter extra bagageruimte onder het verlengde hogevloergedeelte. Dit biedt met name in landen waar openbaarvervoerbussen ingezet worden voor lange afstanden uitkomst. De Cargo-variant bestaat alleen voor de Citea SLE-120 en XLE-145.
- de Citea Electric, een volledig elektrische variant van de Citea SLE-120, SLF-120, SLFA-180, SLFA-181, LLE-99 en LLE-115.

Op 11 mei 2016 introduceerde VDL Bus & Coach drie nieuwe lengtevarianten van de VDL Citea LLE. Dit zijn de Citea LLE-99 en de Citea LLE-99 Electric met een lengte van 9,9 meter, de Citea LLE-107 met een lengte van 10,7 meter en de Citea LLE-127 met een lengte van 12,7 meter.
Op 31 januari 2019 introduceerde VDL Bus & Coach opnieuw een lengtevariant van de VDL Citea LLE. Dit is de Citea LLE-115 Electric welke een lengte van 11,5 meter heeft.
Ook werden 12 en 12,8-meter lange elektrische varianten van de SLE gepresenteerd.
Tijdens UITP Global Public Transport (09-06/12-06 2019) in Stockholm werd de Citea XLE-145 met twee batterijformaten gepresenteerd. Standaard wordt een batterij met een capaciteit van 288 kWh geïnstalleerd, maar optioneel kan er ook een 360 kWh accu worden geïnstalleerd.

### Maten en gewicht
- Maten in millimeters (mm)
- Gewicht in kilogram (kg)

| Model:                                   | SLF-120    | SLF-120 Hybrid | LLE-99 LLE-107 LLE-120 LLE-127                                 | MLE-88 MLE-95 MLE-102 MLE-108 | SLE-120    | SLE-129    | XLE-137    | XLE-145    | SLFA-180    | SLFA-187    |
| ---------------------------------------- | ---------- | -------------- | -------------------------------------------------------------- | ----------------------------- | ---------- | ---------- | ---------- | ---------- | ----------- | ----------- |
| Voorloper                                | CLF-120    | CLF-120 Hybrid | ALE-106 ALE-120 als Ambassador                                 | -                             | CLE-120    | CLE-129    | CLE-137    | CLE-145    | -           | -           |
| Toepassing                               | Stad       | Stad           | Stad/Streek                                                    | Stad/Streek                   | Streek     | Streek     | Streek     | Streek     | Stad/Streek | Stad/Streek |
| Productiejaren incl. voorloper(s)        | 2007-heden | 2009-heden     | 2001-heden (LLE-120) / 2016-heden (LLE-99, LLE-107 en LLE-127) | 2014-heden                    | 2008-heden | 2010-heden | 2010-heden | 2010-heden | 2013-heden  | 2013-heden  |
| Chassistype (integrale opbouw)           | SB 260     | SB 230         | SB 200                                                         |                               | SB 230     | SB 230     | SBR 230    | SBR 230    |             |             |
| Lengte                                   | 12 000     | 12 000         | 9 950 10 700 11 980 12 680                                     | 8 800 9 500 10 200 10 800     | 12 000     | 12 900     | 13 470     | 14 480     | 18 000      | 18 750      |
| Breedte                                  | 2 550      | 2 550          | 2 500                                                          | 2 450                         | 2 550      | 2 550      | 2 550      | 2 550      | 2 550       | 2 550       |
| Hoogte (incl. dakunit/airco)             | 3 020      | 3 300          | 3 065                                                          | 3 139                         | 3 160      | 3 160      | 3 160      | 3 160      | 3 120       | 3 120       |
| Wielbasis                                | 6 000      | 6 000          | 6 200                                                          |                               | 6 000      | 6 900      | 6 535      | 7 275      | 5 250       | 6 000       |
| Wielbasis 2e en 3e as                    |            |                |                                                                |                               |            |            | 1 500      | 1 500      | 6 750       | 6 750       |
| Vooroverbouw                             | 2 600      | 2 600          | 2 380                                                          |                               | 2 600      | 2 600      | 2 600      | 2 600      | 2 600       | 2 600       |
| Achteroverbouw                           | 3 400      | 3 400          | 3 420                                                          |                               | 3 400      | 3 400      | 3 105      | 3 105      | 3 400       | 3 400       |
| Stahoogte interieur (lage vloergedeelte) | 2 420      | 2 420          | 2 486                                                          | 2 440                         | 2 560      | 2 560      | 2 560      | 2 560      | 2 416       | 2 416       |
| Draaicirkel                              | 21 180     | 21 180         | 16 750 18 624 20 628 22 378                                    |                               | 21 180     | 23 550     | 22 580     | 24 520     | 23 510      | 24 540      |
| Ledig gewicht*                           | ca. 10 500 | ca. 12 250     | ca. 8 900                                                      | ca. 7 500                     | ca. 11 000 | ca. 11 400 | ca. 13 350 | ca. 13 600 | ca. 16 220  | ca. 16 500  |
| Max. totaalgewicht**                     | 19 000     | 19 000         | 14 440                                                         | 12 080                        | 19 000     | 19 000     | 26 000     | 26 000     | 28 000      | 28 000      |
| Capaciteit (personen)                    | ca. 100    | ca. 80         | ca. 78/84                                                      | ca. 62                        | ca. 100    | ca. 110    | ca. 120    | ca. 130    | ca. 160     | ca. 170     |

| Model:                                   | LLE-99 Electric | LLE-115 Electric | SLF-120 Electric | SLFA-180 Electric | SLFA-181 Electric | SLFA-187 Electric | SLE-120 Electric | SLE-129 Electric | XLE-145 Electric |
| ---------------------------------------- | --------------- | ---------------- | ---------------- | ----------------- | ----------------- | ----------------- | ---------------- | ---------------- | ---------------- |
| Toepassing                               | Stad/Streek     | Stad/Streek      | Stad             | Stad/Streek       | Stad/Streek       | Stad/Streek       | Streek           | Streek           | Streek           |
| Productiejaren incl. voorloper(s)        | 2016-heden      | 2019-heden       | 2013-heden       | 2016-heden        | 2016-heden        | 2016-heden        | 2019-heden       | 2019-heden       | 2020-heden       |
| Lengte                                   | 9 950           | 11 500           | 12 000           | 18 000            | 18 150            | 18 750            | 12 000           | 12 900           | 14 480           |
| Breedte                                  | 2 500           | 2 500            | 2 550            | 2 550             | 2 550             | 2 550             | 2 550            | 2 550            | 2 550            |
| Hoogte (incl. dakunit/airco)             | 3 360           | 3 350            | 3 290            | 3 290             | 3 290             | 3 290             | 3 430            | 3 430            | 3 430            |
| Wielbasis                                | 4 650           | 6 200            | 5 850            | 5 250             | 5 250             | 6 000             | 6 000            | 6 900            | 7 275            |
| Wielbasis 2e en 3e as                    |                 |                  |                  |                   |                   | 6 750             | 6 750            | 6 750            | 1 500            |
| Vooroverbouw                             | 2 380           | 2 380            | 2 750            | 2 600             | 2 750             | 2 600             | 2 600            | 2 600            | 2 600            |
| Achteroverbouw                           | 2 920           | 2 920            | 3 400            | 3 400             | 3 400             | 3 400             | 3 400            | 3 400            | 3 105            |
| Stahoogte interieur (lage vloergedeelte) | 2 486           | 2 486            | 2 416            | 2 416             | 2 416             | 2 416             | 2 554            | 2 554            | 2 554            |
| Draaicirkel                              | 16 750          | 22 810           | 21 176           | 23 510            | 23 570            | 24 540            | 21 160           | 23 550           | 24 520           |
| Ledig gewicht*                           | ca. 10 000      | ca. 11 000       | ca. 12 500       | ca. 19 000        | ca. 19 150        | ca. 19 300        | ca. 13 500       | ca. 13 850       | ca. 16 650       |
| Max. totaalgewicht**                     | 14 440          | 15 305           | 19 500           | 29 000            | 29 000            | 29 000            | 19 500           | 19 500           | 26 000           |
| Capaciteit (personen) ***                | ca. 60          | ca. 60           | ca. 95           | ca. 135           | ca. 133           | ca. 130           | ca. 85           | ca. 80           | ca. 120          |

* = Afhankelijk van uitvoering. / ** = Volgens Europese wetgeving, nationale wetgeving kan afwijken. / *** = Afhankelijk van batterijpakket.

### Motor en transmissie
De Citea voldoet aan de EEV-emissiestandaard. Het assortiment motoren in het segment openbaar vervoer heeft VDL in 2012 uitgebreid met het merk Fiat Powertrain Technologies (FPT). Het gaat hierbij om het motortype FPT Cursor 9.
| Motoren (4/6 cilinders in lijn) | Cummins ISB4.5EV 207       | Cummins ISB6.7E 225B       | Cummins ISB6.7E 250B        | DAF PR 183 U1/U2            | DAF PR 228 U1/U2                      | DAF PR 265 U1/U2            | FPT Cursor 9                | FPT Cursor 9                |
| Emissienorm                     | EEV                        | Euro5/EEV Euro6/EEV        | Euro5/EEV                   | Euro5/EEV                   | Euro5/EEV                             | Euro5/EEV                   | Euro6/EEV                   | Euro6/EEV                   |
| Vermogen                        | 152 kW (207 pk)            | 165 kW (225 pk)            | 183 kW (250 pk)             | 183 kW (250 pk)             | 228 kW (310 pk)                       | 265 kW (361 pk)             | 228 kW (310 pk)             | 265 kW (361 pk)             |
| Cilinderinhoud                  | 4,5 liter                  | 6,7 liter                  | 6,7 liter                   | 9,2 liter                   | 9,2 liter                             | 9,2 liter                   | 8,7 liter                   | 8,7 liter                   |
| Max. koppel                     | 760 Nm bij 1400–1800 t/min | 850 Nm bij 1200–1700 t/min | 1020 Nm bij 1200–1600 t/min | 1050 Nm bij 1100–1700 t/min | 1275 Nm bij 1100–1700 t/min           | 1450 Nm bij 1100–1700 t/min | 1300 Nm bij 1200–1600 t/min | 1650 Nm bij 1200–1530 t/min |
| Automaat                        |                            | Voith D854.5               | Voith D845.5 ZF 6HP504C     | Voith D845.5 ZF 6HP504C     | Voith D864.5 ZF 6HP594C* ZF 6AP1400** | Voith D864.5 ZF 6AP1700     | Voith DIWA6 ZF Ecolife      | Voith DIWA6 ZF Ecolife      |
| Hybride                         | Vossloh Kiepe ZF AVE 130   |                            |                             |                             |                                       |                             |                             |                             |
|                                 |                            |                            |                             |                             |                                       |                             |                             |                             |
| Inbouw- mogelijkheid per type   | SLF-120/hybrid             | LLE-120/225                | SLF-120/250                 | SLF-120/255                 | SLF-120/310                           |                             | SLF-120/310                 | SLFA-180/360                |
| Inbouw- mogelijkheid per type   |                            |                            |                             | SLE-120/255                 | SLE-120/310                           | SLE-120/360                 | SLFA-180/310                | SLFA-187/360                |
| Inbouw- mogelijkheid per type   |                            |                            |                             | SLE-129/255                 | SLE-129/310                           | SLE-129/360                 | SLFA-187/310                |                             |
| Inbouw- mogelijkheid per type   |                            |                            |                             |                             |                                       |                             | SLE-120/310                 | SLE-120/360                 |
| Inbouw- mogelijkheid per type   |                            |                            |                             |                             |                                       |                             | SLE-129/310                 | SLE-129/360                 |
| Inbouw- mogelijkheid per type   |                            |                            |                             |                             | XLE-137/310                           | XLE-137/360                 | XLE-137/310                 | XLE-137/360                 |
| Inbouw- mogelijkheid per type   |                            |                            |                             |                             | XLE-145/310                           | XLE-145/360                 | XLE-145/310                 | XLE-145/360                 |

Bron:
* = Uitsluitend leverbaar voor Citea SLF / ** = Uitsluitend leverbaar voor Citea SLE en XLE.

### Elektrische aandrijvingen
| type E-motoren         | Siemens 1DB2016                           | Siemens 1DB2022              |
| Max vermogen (normaal) | 153 kW                                    | 210 kW                       |
| Max. koppel (normaal)  | 1500 Nm                                   | 2000 Nm                      |
| Max. koppel (piek)     | 2500 Nm                                   | 3800 Nm                      |
| Type bus               | LLE 99, LLE 115 SLE 120, SLE 129, SLF 120 | SLFA 180, SLFA 181, SLFA 187 |

Bron:

## Orders
Een eerste serie van 10 CLF-120 bussen werd in 2008 besteld door Connexxion. Op 10 november 2008 werd bekend dat de Emiraten, RTA (Roads and Transport Authority) uit Dubai een megaorder van 518 VDL Citea-bussen had geplaatst. De bussen zijn voor eind april 2010 afgeleverd. Op 29 juni 2009 werd in Dubai de eerste Citea overgedragen.
In Nederland reed in 2009 één Citea op proef bij Arriva in Groningen als 562. Tussen 2010 en 2011 reed één Citea op proef als Veolia 121 op de stadsdienst van Maastricht. De bus van Arriva reed later op proef bij het GVB van Amsterdam als 009. Ook beschikte Connexxion van mei 2010 tot en met november 2011 over een Citea CLF-120 die in juli op de stadsdienst van Maxx Leeuwarden proef reed als 3327. Op 17 juni 2010 is een Citea CLF-120 met whisper techniek van e-Traction genaamd E-Busz afgeleverd aan de RET, later gevolgd door een tweede exemplaar. In juni/juli 2010 is een Citea CLF-120 afgeleverd aan het Duitse HEAG mobiBus uit Darmstadt.
Een Citea CLE-137 rijdt in 2010 als testbus bij Nettbus in Kopenhagen, Denemarken. In december 2010 werden tien CLE-137 bussen aan Connexxion Zaandam geleverd.
In maart 2010 maakte de Waalse vervoersmaatschappij TEC bekend dat het een order had geplaatst voor 227 Citea's CLF-120. De leveringen startten eind 2010 en liepen tot voorjaar 2012. De bussen werden door de VDL-vestiging Jonckheere in Roeselare gebouwd.
Op 11 april 2011 werd bekend dat GVB Amsterdam 70 bussen van het type VDL Citea SLF-120 besteld heeft. De bussen werden door de VDL-vestiging in Heerenveen gebouwd. Deze bussen werden voor december 2011 geleverd.
Op 3 februari 2012 werd de eerste order voor bussen van het type LLE-120 geplaatst. De 56 bussen zijn besteld door het vervoersbedrijf van de Finse hoofdstad Helsinki, en is de grootste order ooit in de geschiedenis van de Finse busmarkt.
Op 2 april 2012 werd bekend dat Arriva Skandinavien A/S bij VDL een bestelling heeft geplaatst voor de levering van 77 Citea's van het type XLE-137 en XLE-145 (Low Entry) voor de stad Stockholm in Zweden.
Op 27 september 2012 hebben Arriva en VDL een leverings- en onderhoudscontract getekend voor 275 nieuwe bussen met een totale contractwaarde van meer van 100 miljoen euro. De helft is voor de aanschaf, de andere helft voor het onderhoud. De order bestaat uit 244 Citea's LLE-120, 1 Citea XLE-145 en 30 Ambassadors ALE-106. VDL Bus Heerenveen bouwt 140 bussen voor Noord- en Zuidwest Fryslân en 50 bussen voor Zuid-Holland Noord. Het overige deel wordt gebouwd door VDL Bus Modules in Valkenswaard. In mei 2012 is al begonnen met de bouw van de bussen.
Op 3 oktober 2014 hebben Arriva en VDL opnieuw een contract getekend. Dit keer betreft het een leveringsovereenkomst. Het betreft een levering van 164 nieuwe bussen voor de concessies Oost- en West-Brabant die Arriva vanaf 14 december 2014 rijdt. De order bestaat uit 89 VDL Citea's LLE-120 en 75 VDL Citea's SLF-120.

### Hybride
Op 1 december 2010 werden de eerste twee hybride bussen van het type CLF-120 Hybrid bij Connexxion in Enschede gepresenteerd. Vanaf februari 2011 is er op lijn 2 in Enschede voor twee jaar een proef gehouden. De bussen zijn gebouwd door VDL, de hybride systemen zijn van Vossloh-Kiepe. Bij deze bussen drijft een dieselmotor een generator aan, die de stroom verdeelt over condensatoren en de elektromotoren. Ook remenergie zal in de condensatoren opgeslagen worden. Software in de bus leert het traject kennen, zodat het kan inschatten waar de bus de dieselmotor moet stoppen of juist starten. De Regio Twente liet de hybridebussen aanpassen na klachten uit de Helmerhoek in verband met geluidsoverlast. Hierna werd er tot november 2013 opnieuw getest.
In 2011 werden drie bussen van het type SLF-120 Hybrid aan HEAG mobiBus in Darmstadt geleverd.

### Citea SLF 120/Electric Stadtwerke Münster
Op 23 april 2015 werden vijf elektrische Citea's aan Stadtwerke Münster geleverd. Eén Citea wordt geleverd in het kader van het SEB project (snellaadsystemen voor elektrische bussen in het OV), gesubsidieerd door het Duitse BMBF (Ministerie van Onderwijs en Onderzoek). De andere 4 Citea's zijn onderdeel van het ZeEUS project (Zero Emission Urban Bus System), gesubsidieerd door de Europese Commissie en gecoördineerd door de UITP. Deze voertuigen zijn voorzien van een IFAS snellaadsysteem aan de zijkant van het dak van de bus. Een gerobotiseerde arm die tevoorschijn komt uit het dak van een bushokje maakt automatisch contact met het laadsysteem van de bus. Op deze manier kan binnen 4 tot 6 minuten met een maximaal vermogen van 500 kW stroom geladen worden. De firma Pintsch Bamag ontwikkelde de vermogenselektronica voor de stroomvoorziening. De Citea van het SEB project is voorzien van een Hoppecke batterij. De bussen die deelnemen aan het ZeEUS project zijn van een batterij van Microvast voorzien. De in totaal vijf elektrische bussen worden ingezet op lijn 14, waarmee deze lijn, volgens plan, volledig met elektrische bussen uitgevoerd wordt.

### Citea SLFA 181 Electric KVB (BRT-uitvoering)
De eerste van totaal acht bussen van het type Citea SLFA-181 Electric volgens BRT-Design (Bus Rapid Transit) werd op 26 oktober 2015 aan de Kölner Verkehrs-Betriebe AG (KVB) overhandigd. De batterijen worden bij eindpunten met snelladers geladen met 250 kW. Dit duurt ca. 5 tot 10 minuten. 's Nachts worden in het depot de batterijen via een kabel gevoed. Na een testfase zet het KVB de acht elektrische bussen vanaf december 2016 in op lijn 133.

### Citea SLFA 181 Electric Hermes (BRT-uitvoering)
De gedeputeerde Christophe van der Maat maakte op 15 december 2015 bekend dat Eindhoven de eerste stad is waar grootschalig zero emissie busvervoer wordt geïntroduceerd. Hiervoor werden door Hermes 43 Citea SLFA 181 Electric (BRT-uitvoering) aangeschaft. Deze bussen worden onder meer ingezet van station Eindhoven naar Eindhoven Airport en de High Tech Campus.

## Aantal Citea's
In onderstaande tabel staan het aantal in dienst zijnde bussen per land vermeld met bijbehorende wagenparknummers.
| Bedrijf                                                           | Type                               | Aantal      | Series | Inzet                                                                                     | Opmerkingen | Afbeelding |
| België                                                            | België                             | België      | België | België                                                                                    | België | België     |
| ----------------------------------------------------------------- | ---------------------------------- | ----------- | --- | ----------------------------------------------------------------------------------------- | --- | ---------- |
| De Lijn                                                           | SLF 120 Electric                   | 13          | 2538-2550 | Leuven (7) en Antwerpen (6)                                                               | [ 33 ] |            |
| De Lijn                                                           | SLF 120 Hybrid                     | 120         | 5877–5996 | Antwerpen (22) Oost-Vlaanderen (30) Vlaams-Brabant (30) West-Vlaanderen (23) Limburg (15) | |            |
| De Lijn                                                           | SLF 120 Hybrid                     | 66          | 2228-2293 | Antwerpen (36) Oost-Vlaanderen (16) Vlaams-Brabant (14)                                   | |            |
| De Lijn                                                           | SLF 120 Hybrid                     | 84          | 2363-2446 | Antwerpen (24) Oost-Vlaanderen (47) Vlaams-Brabant (13)                                   | |            |
| De Lijn                                                           | SLF 120 Hybrid                     | 80          | 2551-2630 | Vlaams Gewest                                                                             | |            |
| De Lijn                                                           | SLF 120.310                        | 27          | 5763–5789 | Gentbrugge                                                                                | |            |
| De Lijn                                                           | SLE 120.310                        | 188         | 2000–2187 | Vlaams Gewest                                                                             | |            |
| De Lijn                                                           | SLE 120.310                        | 55          | 2294-2348 | Vlaams-Brabant                                                                            | |            |
| De Lijn                                                           | SLFA 180.350                       | 9           | 2219-2227 | Antwerpen                                                                                 | |            |
| De Lijn                                                           | SLFA 180.350                       | 55          | 2483-2537 | Vlaams Gewest                                                                             | |            |
| De Lijn                                                           | SLF 120 Electric                   | 13          | 2538-2550 |                                                                                           | |            |
| De Lijn                                                           | SLE 120 Hybrid                     | 80          | 2551-2630 |                                                                                           | |            |
| De Lijn                                                           | SLFA 180 Hybrid                    | 225         | 2631-2864 |                                                                                           | |            |
| De Lijn                                                           | LF 122 Electric                    | 24          | 2901-2924 |                                                                                           | |            |
| De Lijn                                                           | LF 181 Electric                    | 17          | 2932-2948 |                                                                                           | |            |
| De Lijn                                                           | LF 181 Electric                    | 50          | n.n.b. |                                                                                           | |            |
| Veolia Transport Belgium Sinds maart 2014 Hansea                  | SLE 120                            | 2           | 111075, 119880 | Turnhout                                                                                  | Rijden bij B&C in opdracht van De Lijn |            |
| Veolia Transport Belgium Sinds maart 2014 Hansea                  | SLE 120                            | 3           | 221763–221765 | Oost-Vlaanderen                                                                           | Rijden bij A. Weyn & Zonen in opdracht van De Lijn |            |
| Veolia Transport Belgium Sinds maart 2014 Hansea                  | SLE 120                            | 2           | 331360, 331361 | Vlaams-Brabant                                                                            | Rijden bij De Voeght in opdracht van De Lijn |            |
| Veolia Transport Belgium Sinds maart 2014 Hansea                  | SLE 120                            | 1           | 401295 | Limburg                                                                                   | Rijdt bij VBM in opdracht van De Lijn |            |
| Veolia Transport Belgium Sinds maart 2014 Hansea                  | SLE 120                            | 3           | 440989, 440991, 440992, 440994 | Limburg                                                                                   | Rijden bij Heidebloem in opdracht van De Lijn |            |
| Veolia Transport Belgium Sinds maart 2014 Hansea                  | SLE 120                            | 2           | 441520, 441521 | Limburg                                                                                   | Rijdt bij Melotte in opdracht van De Lijn |            |
| Veolia Transport Belgium Sinds maart 2014 Hansea                  | SLE 120                            | 4           | 441891–441894 | Limburg                                                                                   | Rijden bij VBM in opdracht van De Lijn |            |
| Veolia Transport Belgium Sinds maart 2014 Hansea                  | SLE 120                            | 3           | 442068–442070 | Limburg                                                                                   | Rijden bij Mebis in opdracht van De Lijn |            |
| Veolia Transport Belgium Sinds maart 2014 Hansea                  | SLE 120                            | 1           | 442330 | Limburg                                                                                   | Rijdt bij De Valk in opdracht van De Lijn |            |
| Veolia Transport Belgium Sinds maart 2014 Hansea                  | SLE 120                            | 3           | 550149–550151 | West-Vlaanderen                                                                           | Rijden bij Gruson in opdracht van De Lijn |            |
| Veolia Transport Belgium Sinds maart 2014 Hansea                  | SLE 120                            | 1           | 550617 | West-Vlaanderen                                                                           | Rijdt bij Autobussen Verleyen in opdracht van De Lijn |            |
| Veolia Transport Belgium Sinds maart 2014 Hansea                  | SLE 120                            | 5           | 550618, 550950–550953 | West-Vlaanderen                                                                           | Rijdt bij Van Coillie in opdracht van De Lijn |            |
| Veolia Transport Belgium Sinds maart 2014 Hansea                  | SLE 120                            | 5           | 551166–551170 | West-Vlaanderen                                                                           | Rijdt bij Katriva N.V. in opdracht van De Lijn |            |
| Veolia Transport Belgium Sinds maart 2014 Hansea                  | CLE 120                            | 1           | 466117 | Komen                                                                                     | Rijdt bij Yprabus in opdracht van TEC |            |
| Veolia Transport Belgium Sinds maart 2014 Hansea                  | CLE 120                            | 2           | 458132, 458133 | Henegouwen                                                                                | Rijden bij Geenens in opdracht van TEC |            |
| MIVB, Brussel                                                     | SLFA 180                           | 1           | n.n.b. | Brussel                                                                                   | Testvoertuig |            |
| Muylaert (V.R.B.O.)                                               | CLE 120                            | 3           | 221122, 221123, 221198 | Denderhoutem                                                                              | Rijden in opdracht van De Lijn. |            |
| De Wilg                                                           | CLE 120                            | 2           | 441314, 441315 | Bree                                                                                      | Rijden in opdracht van De Lijn. |            |
| Coach Partners                                                    | SLE 120                            | 6           | 500115, 550309–550313 | West-Vlaanderen                                                                           | Rijden in opdracht van De Lijn. |            |
| Coach Partners                                                    | SLFA 180.360                       | 2           | 502604, 502606 | West-Vlaanderen                                                                           | Rijdt in opdracht van De Lijn, 502604 buiten dienst na ongeval. |            |
| De Meibloem (TIZ)                                                 | CLE 120                            | 1           | 550766 | West-Vlaanderen                                                                           | Rijdt in opdracht van De Lijn. |            |
| Demuynck & Vansteelandt                                           | SLE 120                            | 3           | 550525–550527 | West-Vlaanderen                                                                           | Rijden in opdracht van De Lijn. |            |
| TEC                                                               | CLF 120                            | 59          | 7.701–7.759 | Charleroi                                                                                 | |            |
| TEC                                                               | CLF 120                            | 48          | 3.851–3.898 | Henegouwen                                                                                | |            |
| TEC                                                               | CLF 120                            | 30          | 4.600–4.629 | Namen-Luxemburg                                                                           | |            |
| TEC                                                               | CLF 120                            | 86          | 5.420–5.505 | Luik-Verviers                                                                             | |            |
| Denemarken                                                        |                                    |             | |                                                                                           | |            |
| Arriva Kopenhagen                                                 | SLFA-180 Electric                  | 21          | 1855-1883 | Kopenhagen                                                                                | Lijn 2A |            |
| Fjord bus, Slangerup                                              | CLE 137                            | 1           | 7000 | Kopenhagen                                                                                | Voormalig Nettbus, overgegaan naar Nettbus, Stamholmen |            |
| Nettbuss, Stamholmen en Skibby                                    | CLE 137                            | 1           | 8416 | Kopenhagen                                                                                | Testvoertuig lijn 5A Overgegaan naar Fjord bus, Slangerup. Had tot december 2012 nummer 7000. |            |
| Nettbuss, Stamholmen en Skibby                                    | XLE 137                            | 2           | 8533, 8534 | Skibby                                                                                    | |            |
| Nettbuss, Stamholmen en Skibby                                    | CLE 137                            | 4           | 8535–8538 | Skibby                                                                                    | |            |
| Nettbuss, Stamholmen en Skibby                                    | XLE 137                            | 13          | 8417–8429 | Stamholmen                                                                                | Rijden op lijnen 250S en 94N. |            |
| Nettbuss, Stamholmen en Skibby                                    | SLE 120                            | 9           | 8430–8438 | Stamholmen                                                                                | (foto) lijn: 14 |            |
| Nettbuss, Stamholmen en Skibby                                    | LLE 120.225                        | 1           | 8961 | Kopenhagen                                                                                | |            |
| Nobina Danmark                                                    | MLE 88                             | 7           | 6175–6179 6402, 6403 | Frederiksværk, Frederikssund, Ukendt, Næstved, Glostrup, Hillerød                         | |            |
| Nobina Danmark                                                    | LLE 120.225                        | 10          | 6165–6174 | Frederiksværk, Frederikssund                                                              | |            |
| Umove A/S, Kopenhagen                                             | LLE 120.225                        | 40          | 7501–7540 | Glostrup                                                                                  | Inzet: Kopenhagen o.a. lijn 9A |            |
| Umove A/S, Kopenhagen                                             | LLE 120.225                        | 15          | 7671–7685 | Kvistgård                                                                                 | Inzet: Helsingør |            |
| Duitsland                                                         |                                    |             | |                                                                                           | |            |
| ASEAG, Aken                                                       | LLE 120.225                        | 1           | 343 | Aachen                                                                                    | Testbedrijf |            |
| ASEAG, Aken                                                       | LLE 120.225                        | 5           | 353–357 | Aachen                                                                                    | |            |
| ASEAG, Aken                                                       | LLE 120.225                        | 4           | 389-392 | Aachen                                                                                    | |            |
| ASEAG, Aken                                                       | LLE 120.225                        | 17          | 390-407 | Aachen                                                                                    | |            |
| ASEAG, Aken                                                       | LLE 120.225                        | 25          | 441-465 | Aachen                                                                                    | |            |
| Berliner Verkehrsbetriebe (BVG)                                   | LLE 120.255                        | 2           | 1840-1841 vernummerd ; 2321-2322 | Berlijn                                                                                   | Testvoertuigen, district Lichtenberg op lijn 259 |            |
| Berliner Verkehrsbetriebe (BVG)                                   | LLE 120.255                        |             | 2325-2364 | Berlijn                                                                                   | Bouwjaar 2014 |            |
| Berliner Verkehrsbetriebe (BVG)                                   | LLE 120.255                        |             | 2365-2435 | Berlijn                                                                                   | Bouwjaar 2015 |            |
| Berliner Verkehrsbetriebe (BVG)                                   | LLE 120.255                        |             | 2436-2497 | Berlijn                                                                                   | Bouwjaar 2017. Huurbussen, merendeels geëxporteerd naar Nederland. |            |
| Berliner Verkehrsbetriebe (BVG)                                   | DLF 114.280                        | 1           | 3093 | Berlijn                                                                                   | Testvoertuig, ExpressBus X34, Kladow, Kaserne Hottengrund. ◂▸ S+U Zoologischer Garten. November 2020 uit dienst genomen na motorschade. |            |
| Dr. Herrmann Gruppe, Berlijn                                      | SLF 120.250                        | 1           | 8422 | Berlijn                                                                                   | Rijdt in opdracht van Berliner Verkehrsbetriebe (BVG) |            |
| HEAG mobiBus Darmstadt                                            | CLF 120                            | 1           | 272 | Darmstadt                                                                                 | Na ongeval op 21 januari 2013 buiten dienst. |            |
| HEAG mobiBus Darmstadt                                            | SLF 120 Hybrid                     | 3           | 980–982 | Darmstadt                                                                                 | |            |
| Kraftverkehrsgesellschaft Braunschweig mbH, Salzgitter-Lebenstedt | CLE 120.310                        | 1           | 1103 | Bad Harzburg                                                                              | ex demo Duitsland |            |
| Kraftverkehrsgesellschaft Braunschweig mbH, Salzgitter-Lebenstedt | SLF 120.310                        | 1           | 1113 | Bad Harzburg                                                                              | Ex demo Duitsland |            |
| Kraftverkehrsgesellschaft Braunschweig mbH, Salzgitter-Lebenstedt | SLF 120.250                        | 8           | 1202–1208 1214 | Helmstedt en Salzgitter                                                                   | [ 46 ] |            |
| KVG Kieler Verkehrsgesellschaft mbH                               | SLFA 187 Electric                  | 36          | 62-86 | Kiel                                                                                      | * |            |
| e-weinzierl Omnibustouristik GmbH                                 | SLF 120.310                        | 3           | 6, 8, 9 | Keulen                                                                                    | |            |
| Kölner Verkehrs-Betriebe (KVB), Keulen                            | LLE 120.225                        | 1           | 5002 | Keulen                                                                                    | |            |
| Kölner Verkehrs-Betriebe (KVB), Keulen                            | SLF 120.310                        | 1           | 5003 | Keulen                                                                                    | |            |
| Kölner Verkehrs-Betriebe (KVB), Keulen                            | SLFA 180.310                       | 1           | 751 | Keulen                                                                                    | |            |
| Kölner Verkehrs-Betriebe (KVB), Keulen                            | SLFA 181 Electric (BRT uitvoering) | 8           | 6001–6008 | Keulen                                                                                    | Testbedrijf vanaf 2015 op lijn 133 Inzet vanaf december 2016 |            |
| Kölner Verkehrs-Betriebe (KVB), Keulen                            | SLFA 181 Electric (BRT uitvoering) | 1           | 6009 | Keulen                                                                                    | Inzet vanaf 2018 |            |
| Kölner Verkehrs-Betriebe (KVB), Keulen                            | SLFA 181 Electric (BRT uitvoering) | 55          | 6010-6064 | Keulen                                                                                    | Inzet vanaf 2021 |            |
| Kölner Verkehrs-Betriebe (KVB), Keulen                            | SLFA 181 Electric (BRT uitvoering) | 49          | 7020-7068 | Keulen                                                                                    | Inzet vanaf 2021 |            |
| Kölner Verkehrs-Betriebe (KVB), Keulen                            | SLF 120 Electric                   | 5           | 590-594 | Keulen                                                                                    | Inzet vanaf 2021 |            |
| Pütz Omnibusbetrieb GmbH Bergisch Gladbach                        | SLF 120.250                        | 10          | o.a. 314, 315, 319, 321 | regio Keulen                                                                              | |            |
| Pütz Omnibusbetrieb GmbH Bergisch Gladbach                        | LLE 120.225                        | 3           | o.a. 360, 460 | regio Keulen                                                                              | |            |
| LeoBus GmbH, Zwenkau                                              | LLE 120.225                        | 1           | | Landkreis Leipzig                                                                         | Testbedrijf lijn 107 Voormalige demobus |            |
| Leipziger Verkehrsbetriebe (LVB)                                  | SLF 120 Electric                   | 21          | 12322-12342 | Landkreis Leipzig                                                                         | [ 52 ] |            |
| NIAG Moers                                                        | LLE 120.225                        | 8           | 4401–4408 | Nederrijn                                                                                 | |            |
| Optimal Reisen Forsmann, Mettingen                                | LLE 120.225                        | 1           | 135 | Osnabrück                                                                                 | |            |
| Optimal Reisen Forsmann, Mettingen                                | XLE 145                            | 1           | 132 | Osnabrück                                                                                 | |            |
| Stadtwerke Osnabrück                                              | SLFA 181 Electric (BRT uitvoering) | 13          | 201–213 | Osnabrück                                                                                 | M1 |            |
| Stadtwerke Osnabrück                                              | SLFA 181 Electric (BRT uitvoering) | 49          | 214-262 | Osnabrück                                                                                 | M2, M3, M4 & M5 (Inzet vanaf: zomer 2020) |            |
| Staab-Reisen, Laufach                                             | XLE 145                            | 1           | AB-ZL 555 |                                                                                           | |            |
| Stadtwerke Münster                                                | LLE 120.225                        | 3           | 1360–1362 | Münster                                                                                   | |            |
| Stadtwerke Münster                                                | SLF 120.310                        | 2           | 1363, 1364 | Münster                                                                                   | |            |
| Stadtwerke Münster                                                | SLF 120 Electric                   | 5           | 1560-1564 | Münster                                                                                   | Projekt Zero Emission Urban Bus System (ZeEUS) ingzet onder meer lijn 14 |            |
| Stadtwerke Münster                                                | SLF 120 Electric                   | 6           | 1861-1866 | Münster                                                                                   | [ 56 ] |            |
| Stadtwerke Münster                                                | SLF 120 Electric                   | 2           | 1960, 1961 | Münster                                                                                   | [ 57 ] |            |
| Teo´s Reisen, Nienberge                                           | LLE 120.225                        | 1           | 5396 | Münster                                                                                   | |            |
| Rheinbahn AG, Düsseldorf                                          | LLE 120.225                        | 60          | 7611–7670 | Düsseldorf                                                                                | [ 58 ] |            |
| Rheinbahn AG, Düsseldorf                                          | LLE 120.225                        | 91          | 7801-7891 | Düsseldorf                                                                                | [ 59 ] |            |
| Rheinbahn AG, Düsseldorf                                          | SLFA 180.360                       | 1           | 7700 | Düsseldorf                                                                                | Inzet |            |
| Verkehrsbetriebe Grafschaft Hoya GmbH (VGH)                       | LLE 120.225                        | 1           | 207 | Graafschap Hoya                                                                           | |            |
| Vestische Straßenbahnen GmbH                                      | SLF 120 Electric                   | 4 optie: 15 | 979 | Inzet: Oberhausen-Sterkrade - Bottrop ZOB                                                 | Vanaf 13 juli 2019 |            |
| Finland                                                           |                                    |             | |                                                                                           | |            |
| Bus Travel Åbergin Linja Oy                                       | LLE 120.225                        | 1           | 19 | Espoo                                                                                     | |            |
| Hyvinkään Liikenne Oy                                             | LLE 120.225                        | 1           | 20 | Hyvinkää                                                                                  | |            |
| Koiviston Auto - Lahti                                            | LLE 120.225                        | 15          | | Jyväskylä                                                                                 | |            |
| Koiviston Auto - Lahti                                            | LLE 120.225                        | 10          | | Kuopio                                                                                    | |            |
| Koiviston Auto - Lahti                                            | LLE 120.225                        | 34          | | Lahti                                                                                     | |            |
| Koiviston Auto - Lahti                                            | LLE 120.225                        | 66          | 1543-1548 |                                                                                           | |            |
| Nobina Finland Oy                                                 | LLE 120.225                        | 56          | 822–877 | Espoo                                                                                     | |            |
| Nobina Finland Oy                                                 | LLE 120.225                        | 13          | 878–890 | Helsinki                                                                                  | |            |
| Pohjolan Liikenne                                                 | LLE 127.225                        | 1           | 955 | Kuopio                                                                                    | |            |
| Pohjolan Liikenne                                                 | LLE 127.225                        | 23          | ???? | Kuopio                                                                                    | |            |
| Pohjolan Liikenne                                                 | LLE 127.225                        | 5           | ???? | Kuopio                                                                                    | |            |
| Pohjolan Liikenne                                                 | LLE 120.225                        | 9           | 622–630 | Kuopio                                                                                    | |            |
| Pohjolan Liikenne                                                 | SLE 129.255                        | 15          | 631–645 | Kuopio                                                                                    | |            |
| Pohjolan Liikenne                                                 | XLE 145.310                        | 5           | 646–650 | Kuopio                                                                                    | |            |
| Pohjolan Liikenne                                                 | XLE 145.310                        | 24          | ???? | Kuopio                                                                                    | |            |
| Pohjolan Liikenne                                                 | SLE 129 Electric                   | 5           | ???? | Kuopio                                                                                    | [ 66 ] |            |
| Pohjolan Liikenne                                                 | LLE 127.225                        | 15          | ???? | Kuopio                                                                                    | [ 67 ] |            |
| Länsilinjat Oy Tampere, Suomi                                     | LLE 120.225                        | ?           | 73 |                                                                                           | |            |
| Tammelundin Liikenne Oy                                           | LLE 120.225                        | 22          | ?? | Helsinki                                                                                  | |            |
| Tammelundin Liikenne Oy                                           | SLE 129 Electric                   | 2           | ?? | Helsinki                                                                                  | [ 68 ] [ 69 ] |            |
| Transdev                                                          | LLE 120.225                        | 25          | ?? |                                                                                           | |            |
| Veolia Transport Finland                                          | SLE 129.255                        | 10          | 1209–1218 | Helsinki                                                                                  | |            |
| Veolia Transport Finland                                          | XLE 145.310                        | 38          | 1219–1256 | Helsinki                                                                                  | |            |
| Veolia Transport Finland                                          | SLF 120 Electric                   | 1           | | Espoo                                                                                     | Elektrische testbus voor een periode van twee jaar. |            |
| Väinö Paunu Oy                                                    | LLE 120.225                        | 3           | | Tampere                                                                                   | |            |
| Frankrijk                                                         |                                    |             | |                                                                                           | |            |
| Keolis Métropole Orléans                                          | SLFA 180 Electric                  | 1           | 7001 | Orléans                                                                                   | |            |
| Italië                                                            |                                    |             | |                                                                                           | |            |
| ATAC Roma                                                         | LLE-120                            | 8           | 221-228 | Rome                                                                                      | |            |
| VDL Bus & Coach Italia; Spilamberto                               | SLF 120                            | 1           | ... | Rome                                                                                      | Testvoertuig |            |
| Arriva Italia                                                     | SLF 120 Electric                   | 4           | ???? | luchthaven Milano-Malpensa                                                                | |            |
| Seatour                                                           | LLE 99                             | 6           | 150, 152, 154, 156, 158, 160 | Regio Rome                                                                                | |            |
| TPER Bologna                                                      | SLF 120 Electric                   | 21          | 5900-5920 | Bologna                                                                                   | |            |
| Luxemburg                                                         |                                    |             | |                                                                                           | |            |
| Voyages Ecker                                                     | SLE 120                            | 1           | VE 2003 | Streekvervoer                                                                             | |            |
| Voyages Koob Ingeldorf (Diekirch)                                 | SLF 120                            | 3           | VK 1200, VK 1202, VK 1290 | Luxemburg                                                                                 | AVL 680, 687 en 685 (in die volgorde) |            |
| Voyages Simon, Ingeldorf (Diekirch)                               | SLE 120                            | 2           | VS 1201 en VS 1202 | Luxemburg                                                                                 | AVL 688 en 689 |            |
| Voyages Simon, Ingeldorf (Diekirch)                               | XLE 145                            | 3           | VS 1521–VS 1523 |                                                                                           | |            |
| Voyages Emile Weber Rijden onder de naam Autocars Pletschette     | LLE 99 Electric                    | 7           | EW4205-EW4211 | Bettembourg                                                                               | |            |
| Nederland                                                         |                                    |             | |                                                                                           | |            |
| AOC Terra                                                         | LLE 120.255                        | 1           | 13-BRZ-6 | Schoolvervoer                                                                             | Afkomstig van Allerbus Verden |            |
| Arriva                                                            | LLE 99 Electric                    | 1           | 0726 | Leeuwarden                                                                                | VDL testbus. In de zomer van 2020 geëxporteerd naar Finland. |            |
| Arriva                                                            | SLF 120 Electric                   | 1           | 729 | Stadsdienst 's-Hertogenbosch                                                              | Ex demobus |            |
| Arriva                                                            | CLF 120.250                        | 1           | 562 | Groningen                                                                                 | Testvoertuig Na verlies van de concessie overgegaan naar GVB. In 2011 teruggegaan naar VDL en in 2012 tijdelijk als 4199 naar Syntus Overijssel. Nu bij Nowy Dwór Mazowiecki (Polen). |            |
| Arriva                                                            | LLE 120.255                        | 15          | 0901–0915 | Oost-Brabant                                                                              | Ex BVG 2445, 2450, 2452, 2454, 2463, 2469, 2472, 2474, 2476, 2477, 2480, 2481, 2486, 2492, 2497. |            |
| Arriva                                                            | LLE 120.225                        | 26          | 0916–0941 | Oost-Brabant, Fryslân, treinvervangend vervoer Noordelijke Nevenlijen                     | Ex Syntus Twente 3110, 3112, 3114, 3123, 3125-3128, 3133-3135, 3137, 3141, 3143, 3150, 3158, 3159, 3163, 3165, 3174, 3179, 3182, 3186, 3188, 3195, 3202. |            |
| Arriva                                                            | LLE-120.255                        | 5           | 1901-1905 | Brabant                                                                                   | Ex EBS, nog niet in dienst |            |
| Arriva                                                            | SLF 120 Electric                   | 10          | 3011–3020 | Waddeneilanden en stadsdienst Leeuwarden                                                  | |            |
| Arriva                                                            | SLFA 180 Electric                  | 4           | 3031–3034 | Waddeneilanden                                                                            | |            |
| Arriva                                                            | SLFA 181 Electric                  | 2           | 3041–3042 | Airport Shuttle Lelystad                                                                  | Deze bussen hebben voorheen op Ameland en Terschelling gereden |            |
| Arriva                                                            | LF 181 Electric                    | 4           | 3043–3046 | Stadsdienst Tilburg                                                                       | |            |
| Arriva                                                            | LE 135 Electric                    | 20          | 3051–3070 | Oost-Brabant (Bravodirect)                                                                | |            |
| Arriva                                                            | LF 122 Electric                    | 40          | 4701–4740 | Stadsdienst Tilburg                                                                       | |            |
| Arriva                                                            | SLF 120.310                        | 42          | 8101–8142 | Stadsdiensten Breda, Den Bosch en Tilburg                                                 | |            |
| Arriva                                                            | SLF 120.310                        | 33          | 8151–8183 | Stadsdiensten Breda, Den Bosch en Tilburg                                                 | |            |
| Arriva                                                            | LLE 120.225                        | 8           | 8461–8468 | Achterhoek-Rivierenland                                                                   | 8461-8465 rijden in Brabant. |            |
| Arriva                                                            | LLE 120.225                        | 109         | 8501–8609 | Fryslân Achterhoek-Rivierenland West- en Oost Brabant                                     | De 8501-8505 reden in 2014 op Keukenhoflijnen 854 en 858 in Zuid-Holland-Noord. Deze bussen rijden tegenwoordig, net als de 8506 en 8507, in de rood-grijze kleuren van de concessies West- en Oost Brabant. De 8508-8515 en 8539 rijden in de concessie Achterhoek-Rivierenland.                                                            |            |
| Arriva                                                            | LLE 120.245                        | 1           | 8610 | Brabant                                                                                   | |            |
| Arriva                                                            | LLE 120.245                        | 1           | 8611 | Fryslân                                                                                   | Testvoertuig. Reed vanaf juli 2013 tot en met april 2014 bij Hermes in SRE. Daarna sinds april 2014 bij Arriva. Rijdt nu bij Kupers. |            |
| Arriva                                                            | MLE 88.180                         | 1           | 8612 | Stadsvervoer Lelystad                                                                     | Testvoertuig, naar Quick Parking. |            |
| Arriva                                                            | SLFA 180 Electric                  | 6           | 8621–8626 | Fryslân                                                                                   | Naar Qbuzz als 1301–1306 |            |
| Arriva                                                            | XLE 145.360                        | 1           | 8691 | Fryslân (lijn 66)                                                                         | |            |
| Arriva                                                            | LLE 120.225                        | 127         | 8701–8827 | Zuid-Holland Noord, Oost- en West-Brabant, Achterhoek-Rivierenland, Fryslân, Limburg      | De 8798-8805 hebben de R-net huisstijl voor inzet op lijn 497. 8701-8709 rijden in Brabant, 8734-8736, 8796 en 8797 rijden in de Achterhoek, 8759-8761 reden in Fryslân. Na afloop van de concessie Zuid-Holland Noord gingen enkele bussen rijden bij Qbuzz.                                                                                |            |
| Arriva                                                            | LLE 120.255                        | 36          | 8901–8936 | 8901–8930: Oost-Brabant 8931–8936: Stadsdienst Roosendaal                                 | De 8903, 8904, 8909, 8911 en 8920 zijn op 16 september 2017 uitgebrand. |            |
| Arriva                                                            | LLE 120.255                        | 53          | 8941–8993 | West-Brabant, Achterhoek-Rivierenland                                                     | 8948 en 8954-8959 rijden in de concessie Achterhoek-Rivierenland. |            |
| Arriva                                                            | LLE 120.255                        | 103         | 9001–9103 | Limburg, Achterhoek-Rivierenland                                                          | 9074-9101 rijden in de concessie Achterhoek-Rivierenland. 9102 en 9103 rijden bij Kupers als 333 en 334. |            |
| Arriva                                                            | LLE 99.255                         | 28          | 9151–9178 | Limburg, Achterhoek-Rivierenland                                                          | 9151-9158 rijden in de concessie Achterhoek-Rivierenland. |            |
| Arriva                                                            | LLE 120.255                        | 48          | 9201–9248 | Fryslân, Limburg, Oost-Brabant                                                            | |            |
| Arriva                                                            | SLF 120.310                        | 19          | 9301–9319 | Limburg, stadsdienst Tilburg                                                              | De 9304-9312 en de 9314-9319 rijden in Tilburg. |            |
| Arriva                                                            | SLF 120 Electric                   | 3           | 9501–9503 | Stadsdienst Den Bosch (lijn 70)                                                           | |            |
| Arriva                                                            | SLF 120 Electric                   | 9           | 9504–9512 | Stadsdienst Den Bosch (lijnen 8 en 9)                                                     | |            |
| Arriva                                                            | SLF 120 Electric                   | 4           | 9601–9604 | Limburg, inzet: Maastricht                                                                | |            |
| Arriva                                                            | SLF 120 Electric                   | 24          | 9605–9628 | Limburg, inzet: Maastricht                                                                | |            |
| Arriva                                                            | LLE 99 Electric                    | 2           | 9641, 9642 | DAV, inzet: Gorinchem                                                                     | Naar Qbuzz als 6161 & 6162 |            |
| Arriva                                                            | LLE 99 Electric                    | 12          | 9651–9662 | Limburg, inzet: Venlo                                                                     | |            |
| Arriva                                                            | LLE 115 Electric                   | 55          | 9701–9755 | Limburg                                                                                   | |            |
| Arriva                                                            | LE 122 Electric                    | 58          | n.n.b. | West-Brabant                                                                              | |            |
| Arriva                                                            | LE 135 Electric                    | 99          | n.n.b. | West-Brabant (Bravodirect)                                                                | |            |
| Arriva                                                            | LE 135 Electric                    | n.n.b.      | n.n.b. | Achterhoek-Rivierenland                                                                   | |            |
| BusiNext                                                          | LLE-120.255                        | 18          | 775–792 | Hoeksche Waard - Goeree-Overflakkee, Limburg, Schiphol                                    | |            |
| BusiNext                                                          | SLE-129.310                        | 5           | 816–820 | IJssel-Vecht, Zuidoost-Brabant                                                            | |            |
| BusiNext                                                          | SLF-120 Electric                   | 1           | 831 |                                                                                           | Ex-Duitsland |            |
| BusiNext                                                          | LLE-120.255                        | 8           | 832–839 | Limburg                                                                                   | Ex-EBS 4108, 4110, 4113, 4116, 4123, 4125, 4126 en 4129 |            |
| Connexxion                                                        | SLE 129.280                        | 11          | 1220, 1221, 1223, 1224, 1226, 1228, 1230–1232, 1234, 1235 | Zeeland                                                                                   | Ex Hermes |            |
| Connexxion                                                        | SLF 120 Electric H2 (waterstof)    | 4           | 2000–2003 | Hoeksche Waard / Goeree-Overflakkee (R-net)                                               | |            |
| Connexxion                                                        | SLF 120 Electric                   | 9           | 2254-2262 | Noord-Holland                                                                             | Ex UniBuss Oslo 1240-1242, 1244-1249 |            |
| Connexxion                                                        | LLE 120.255                        | 21          | 3200–3220 | Haarlem-IJmond, Noord-Holland Noord                                                       | Zijn geleverd in R-net uitvoering. In 2019 kregen bussen 3219 en 3220 de reguliere Connexxion huisstijl, in 2020 volgden de 3207-3218, in 2022 volgde de 3203 en in 2024 de 3200-3202 en 3204-3206. |            |
| Connexxion                                                        | LLE 120.255                        | 7           | 3222–3226 | Haarlem-IJmond                                                                            | |            |
| Connexxion                                                        | XLE 145.360                        | 2           | 3230–3231 | Haarlem-IJmond (R-net)                                                                    | Sinds november 2019 uitgevoerd in R-net kleurstelling. |            |
| Connexxion                                                        | LLE 120.255                        | 40          | 3233–3272 | Noord-Holland Noord, Hoeksche Waard / Goeree-Overflakkee                                  | 3257-3259 rijden in HWGO. 3263-3272 reden voor TCR als 702-711. De 3249 is uit dienst na een eenzijdig ongeval en later geëxporteerd naar Polen. 3270-3272 reden van begin 2021 tot april 2022 in Gooi en Vechtstreek. |            |
| Connexxion                                                        | CLF 120.250                        | 1           | 3327 | Leeuwarden                                                                                | Testvoertuig Reed in 2012 tijdelijk bij Syntus. |            |
| Connexxion                                                        | CLF 120 Hybrid                     | 2           | 3328, 3329 | Enschede (lijn 2)                                                                         | Uit dienst na overgang concessie |            |
| Connexxion                                                        | CLE 137.360                        | 10          | 3490–3499 | Zaanstreek (R-net)                                                                        | |            |
| Connexxion                                                        | XLE 145.310                        | 6           | 4312–4317 | Zeeland                                                                                   | Ex OV Regio IJsselmond |            |
| Connexxion                                                        | XLE 137.360                        | 15          | 5760–5774 | Gooi en Vechtstreek (R-net), Zeeland                                                      | De 5760 reed van begin 2015 tot en met december 2023 bij OV Regio IJsselmond, om vervolgens terug te keren naar Connexxion. |            |
| Connexxion                                                        | LLE 120.225                        | 48          | 5844–5891 | Hoeksche Waard / Goeree-Overflakkee                                                       | Ex Veolia Transport 5401–5448. De 5850, 5852, 5853, 5863 en 5889 zijn naar Hermes gegaan. |            |
| Connexxion                                                        | LLE 120.255                        | 18          | 5900–5917 | Hoeksche Waard / Goeree-Overflakkee (R-net)                                               | |            |
| Connexxion                                                        | LLE 99 Electric                    | 62          | 7584–7645 | Noord-Holland Noord                                                                       | |            |
| Connexxion                                                        | LLE 99 Electric                    | 13          | 7654–7666 | Haarlem-IJmond                                                                            | 7635–7645 zijn in het voorjaar van 2022 naar Transdev Gooi en Vechtstreek verhuisd. |            |
| Connexxion                                                        | SLFA 181 Electric                  | 10          | 9490–9499 | Amstelland-Meerlanden (R-net)                                                             | Ex EBS 1030–1039. |            |
| Connexxion                                                        | SLFA 181 Electric                  | 51          | 9700–9750 | Amstelland-Meerlanden (Schipholnet)                                                       | 9741–9750 rijden op het R-net. |            |
| Connexxion                                                        | SLFA 180 Electric                  | 49          | 9751–9799 | Amstelland-Meerlanden (R-net)                                                             | |            |
| Drenthe Tours                                                     | SLFA-180                           | 1           | 143 |                                                                                           | Ex-GVB 1401 |            |
| EBS                                                               | SLFA 181 Electric                  | 10          | 1030–1039 | Zaanstreek-Waterland                                                                      | Naar Connexxion als 9490-9499. |            |
| EBS                                                               | LLE 120.255                        | 24          | 4106–4129 | Zaanstreek-Waterland                                                                      | Ex-BVG 2437-2441, 2444, 2448, 2455, 2456, 2458, 2459, 2460, 2462, 2466, 2468, 2470, 2478, 2482-2484, 2487-2489, 2491. Tijdelijk in afwachting van VDL elektrische bussen. Groot deel verkocht aan Next OV en Kupers in Limburg. |            |
| EBS                                                               | LLE 120.225                        | 40          | 4158–4197 | IJssel-Vecht                                                                              | Ex-Syntus Twente 3102-3104, 3106, 3107, 3109, 3113, 3117, 3121, 3122, 3132, 3138, 3139, 3142, 3145, 3147, 3148, 3151-3154, 3156, 3157, 3160, 3161, 3166, 3170, 3172, 3175, 3176, 3178, 3183-3185, 3187, 3189, 3191-3193, 3199. Tijdelijk in afwachting van elektrische Ebusco bussen.                                                        |            |
| EBS                                                               | LE 122 Electric                    | 60          | 4201–4260 | Zaanstreek-Waterland                                                                      | Uitgevoerd in M.net kleurstelling. |            |
| EBS                                                               | LE 135 Electric                    | 96          | 4301–4396 | Zaanstreek-Waterland                                                                      | Uitgevoerd in R-net kleurstelling. |            |
| EBS                                                               | LE 135 Electric                    | 37          | 4401–4437 | Zaanstreek-Waterland                                                                      | Uitgevoerd in M.net kleurstelling. |            |
| EBS                                                               | LLE 99 Electric                    | 23          | 6001–6023 | Stadsdiensten Delft en Zoetermeer                                                         | |            |
| GVB Amsterdam                                                     | CLF 120.250                        | 1           | 009 | Amsterdam                                                                                 | Testvoertuig Voormalig Arriva 562 In 2011 teruggegaan naar VDL en in 2012 tijdelijk als 4199 naar Syntus Overijssel Nu bij Nowy Dwór Mazowiecki (Polen) |            |
| GVB Amsterdam                                                     | SLF 120.250                        | 70          | 1101–1170 | Amsterdam                                                                                 | 1101, 1123 en 1151 naar E&R. |            |
| GVB Amsterdam                                                     | SLFA 180.310                       | 23          | 1401–1423 | Amsterdam                                                                                 | 1401 terzijde |            |
| GVB Amsterdam                                                     | SLF 120.310                        | 22          | 1451–1472 | Amsterdam                                                                                 | |            |
| GVB Amsterdam                                                     | SLFA 180.310                       | 9           | 1601–1609 | Amsterdam                                                                                 | |            |
| GVB Amsterdam                                                     | SLFA 180 Electric                  | 22          | 1901–1922 | Amsterdam                                                                                 | Optie: 69 |            |
| GVB Amsterdam                                                     | SLF 120 Electric                   | 9           | 1951–1959 | Amsterdam                                                                                 | Optie: 69 |            |
| GVB Amsterdam                                                     | SLFA 180 Electric                  | 13          | 2171–2183 | Amsterdam (R-net lijn 369)                                                                | |            |
| GVB Amsterdam                                                     | SLFA 180 Electric                  | 31          | 2251–2281 | Amsterdam                                                                                 | |            |
| GVB Amsterdam                                                     | LF 181 Electric                    | 30          | 2401–2430 | Amsterdam                                                                                 | |            |
| GVB Amsterdam                                                     | LF 122 Electric                    | 54          | 2441–2494 | Amsterdam                                                                                 | |            |
| Hermes                                                            | SLFA 180.310                       | 1           | 1200 | Eindhoven (reservebus)                                                                    | Naar Stadtwerke Osnabrück als 200. |            |
| Hermes                                                            | SLE 129.280                        | 65          | 1220–1284 | Zuidoost-Brabant (Bravodirect), Veluwe-Zuid                                               | De 1220, 1221, 1223, 1224, 1226, 1228, 1230–1232, 1234, 1235 zijn per mei 2025 naar Connexxion Zeeland gegaan; de 1222, 1225, 1227, 1229, 1233 en 1236 gingen in dezelfde periode naar Veluwe-Zuid. |            |
| Hermes                                                            | LF 122 Electric                    | 32          | 2151–2182 | Eindhoven                                                                                 | |            |
| Hermes                                                            | LE 122 Electric                    | 32          | 2222–2253 | Zuidoost-Brabant                                                                          | |            |
| Hermes                                                            | LLE 120.245                        | 1           | 3001 | Eindhoven                                                                                 | Testvoertuig SRE Reed van juli 2013 tot en met april 2014 bij Hermes, daarna bij Arriva en Kupers. |            |
| Hermes                                                            | LLE 120.225                        | 1           | 5850 | Veluwe-Zuid                                                                               | Voorheen Connexxion HWGO, daarvoor Veolia 5407, 5409, 5410, 5420 en 5446 |            |
| Hermes                                                            | LLE 120.225                        | 1           | 5852 | Veluwe-Zuid                                                                               | Voorheen Connexxion HWGO, daarvoor Veolia 5407, 5409, 5410, 5420 en 5446 |            |
| Hermes                                                            | LLE 120.225                        | 1           | 5853 | Veluwe-Zuid                                                                               | Voorheen Connexxion HWGO, daarvoor Veolia 5407, 5409, 5410, 5420 en 5446 |            |
| Hermes                                                            | LLE 120.225                        | 1           | 5863 | Veluwe-Zuid                                                                               | Voorheen Connexxion HWGO, daarvoor Veolia 5407, 5409, 5410, 5420 en 5446 |            |
| Hermes                                                            | LLE 120.225                        | 1           | 5889 | Veluwe-Zuid                                                                               | Voorheen Connexxion HWGO, daarvoor Veolia 5407, 5409, 5410, 5420 en 5446 |            |
| Hermes                                                            | SLFA 181 Electric                  | 43          | 9500–9542 | Eindhoven (Bravodirect)                                                                   | |            |
| Hermes                                                            | SLFA 180 Electric                  | 18          | 9543-9560 | Zuidoost-Brabant                                                                          | Ex UniBuss Oslo 3101-3105, 3110, 3112, 3113, 3116-3120, 3123-3125, 3127, 3128 |            |
| HTM Den Haag                                                      | SLF 120 Electric                   | 8           | 2001–2008 | Den Haag                                                                                  | Reden eerst alleen op lijn 28. |            |
| Van der Laan                                                      | LLE 120.255                        | 2           | 50, 51 | Parkeerpendel Schiphol                                                                    | Overgenomen van Quick Parking, 51 is verkocht aan Konink |            |
| HTMSpecials                                                       | SLF 120.310                        | 4           | 150–153 | Luchthaven Schiphol                                                                       | Reden op de parkeerpendel naar P3. Waren tot 2020 ook op het platform actief. Ex-VDL demobussen. De 153 is ex-Veolia 121. |            |
| HTMSpecials                                                       | SLF 120.250                        | 3           | 3001–3003 | Luchthaven Schiphol                                                                       | Reden tussen de vertrekhal en P3. |            |
| Konink                                                            | LLE 120.255                        | 1           | 44-BJL-8 | Vervangend vervoer Keolis                                                                 | Ex Van der Laan 51 |            |
| Konink                                                            | LLE 120.255                        | 1           | 00-BXV-5 | Vervangend vervoer Keolis                                                                 | Ex Rheinland Touristik BM-RT 379 |            |
| Kupers                                                            | LLE 120.255                        | 2           | 333, 334 | Limburg                                                                                   | Dragen ook Arriva-nummers 9102 en 9103. |            |
| Kupers                                                            | LLE 120.245                        | 1           | 342 | Limburg                                                                                   | Reed vanaf juli 2013 tot en met april 2014 bij Hermes in SRE als 3001. Daarna sinds april 2014 bij Arriva als 8611. |            |
| Kupers                                                            | LLE 99.255                         | 1           | 343 | Limburg                                                                                   | Ex Van Heugten Tours |            |
| Kupers                                                            | LLE 120.255                        | 1           | 379 | Limburg                                                                                   | Ex Busbetrieb Federlein |            |
| Kupers                                                            | LLE 120.255                        | 7           | 432-438 | Limburg                                                                                   | Dragen ook Arriva-nummers 5093 en 1140–1145. Ex-EBS 4118, 4120, 4115, 4112, 4127, 4122 en 4128. Exex-BVG 2458, 2470, 2441, 2482, 2487, 2439 en 2466. |            |
| Met & Co                                                          | LLE 120.225                        | 2           | 1-2 | Hotelvervoer Schiphol                                                                     | Hotelshuttle voor Ibis en Novotel. |            |
| Nationaal Openbaar Vervoermuseum                                  | LLE 120.255                        | 1           | 6520 |                                                                                           | Ex testbus. Museumbus |            |
| Next OV (Taxi Centrale Renesse)                                   | LLE 120.225                        | 6           | 554–559 | Hoeksche Waard / Goeree-Overflakkee, IJsselmond                                           | Ex Veolia Transport 5449–5454, dragen bij Connexxion de nummers 5892–5897. Ex-TCR. |            |
| Next OV (Taxi Centrale Renesse)                                   | XLE 137.360                        | 7           | 754–760 | Hoeksche Waard / Goeree-Overflakkee, Zeeland                                              | Ex Pouw Vervoer, dragen bij Connexxion de nummers 5775–5781. De 760 (5781) verongelukte 17 oktober 2022 bij een overweg te Bergen op zoom. |            |
| Next OV (Taxi Centrale Renesse)                                   | LLE 120.255                        | 2           | 773, 774 | Hoeksche Waard / Goeree-Overflakkee                                                       | Ex ATAC Roma 226 en 227. Dragen bij Connexxion de nummers 1180 en 1181. |            |
| Next OV (Taxi Centrale Renesse)                                   | LLE 120.255                        | 21          | 775–795 | Schiphol, Hoeksche Waard / Goeree-Overflakkee, Limburg                                    | Ex BVG 2436, 2442, 2443, 2446, 2447, 2451, 2453, 2457, 2461, 2464, 2465, 2467, 2471, 2473, 2475, 2479, 2485, 2490, 2493-2495. 777–791 dragen bij Connexxion de nummers 1182–1196. 792–795 dragen bij Arriva de nummers 540–543. |            |
| Next OV (Taxi Centrale Renesse)                                   | SLE 129.310                        | 5           | 816–820 | IJssel-Vecht, Zuidoost-Brabant                                                            | Ex Transdev Mälardalen, Zweden. 817–820 dragen bij Hermes de nummers 1201–1204. |            |
| Next OV (Taxi Centrale Renesse)                                   | SLF 120 Electric                   | 1           | 831 |                                                                                           | Ex Münster 1563 |            |
| Next OV (Taxi Centrale Renesse)                                   | LLE 120.255                        | 8           | 832–839 | Limburg                                                                                   | Ex EBS 4126, 4116, 4110, 4129, 4125, 4113, 4123 en 4108. Exex BVG 2456, 2478, 2483, 2468, 2440, 2455, 2444 en 2459. Dragen bij Arriva de nummers 1118–1125. |            |
| Openbaar Vervoer Collectie Nederland                              | LLE 120.225                        | 1           | 3196 |                                                                                           | Ex Syntus. Museumbus |            |
| Openbaar Vervoer Collectie Nederland                              | XLE 137.360                        | 1           | 5768 |                                                                                           | Ex Connexxion |            |
| OV Regio IJsselmond                                               | XLE 145.310                        | 6           | 4312–4317 | IJsselmond                                                                                | Naar Connexxion. |            |
| OV Regio IJsselmond                                               | XLE 137.360                        | 1           | 5760 | IJsselmond                                                                                | Ex Connexxion, reed eerst in het Gooi. Sinds december 2023 teruggegaan naar Connexxion. |            |
| Pouw Vervoer                                                      | LLE 120.255                        | 5           | 1891–1895 | Utrecht bij Syntus Utrecht                                                                | Ex BVG Berlijn. Rijden in opdracht van Syntus Utrecht. |            |
| Pouw Vervoer                                                      | XLE 137.360                        | 7           | 5775–5781 | Gooi en Vechtstreek (R-net lijn 320)                                                      | Reden in opdracht van Connexxion. Zijn begin 2021 naar Next gegaan, nog steeds in opdracht van Connexxion. |            |
| Qbuzz                                                             | SLFA 180 Electric                  | 6           | 1301–1306 | Fryslân (Terschelling & Ameland)                                                          | Ex Arriva 8621–8626 |            |
| Qbuzz                                                             | LLE-120.255                        | 14          | 2501–2517 | LesBuzz, Regio Utrecht & Groningen / Drenthe streek                                       | Ex BVG Berlin. 2501–2503 zijn lesbussen. |            |
| Qbuzz                                                             | LLE-120.225                        | 40          | 2712, 2714, 2720-2723, 2725, 2726, 2728, 2729, 2731, 2733, 2739-2742, 2747, 2750, 2751, 2753, 2756-2758, 2762-2764, 2767, 2768, 2770, 2773, 2774, 2776, 2777, 2779, 2782-2784, 2791, 2807, 2814 | Zuid Holland Noord                                                                        | Ex-Arriva 8712 ... 8814, tijdelijke inzet |            |
| Qbuzz                                                             | SLFA 181 Electric                  | 10          | 3471–3480 | Groningen (Q-link lijnen 1 en 2)                                                          | |            |
| Qbuzz                                                             | LLE 99 Electric                    | 2           | 6161, 6162 | DMG (lijnen in en rond Gorinchem)                                                         | Ex Arriva 9641 & 9642 |            |
| Qbuzz                                                             | SLF 120 Electric                   | 32          | 7001–7032 | Stadsdienst Groningen / Drenthe, Wadden                                                   | 7029–7032 rijden op Terschelling |            |
| Qbuzz                                                             | SLFA 180 Electric                  | 12          | 7050–7061 | Stadsdienst Groningen / Drenthe                                                           | |            |
| Qbuzz                                                             | LLE-120.255                        | 28          | 8123–8150 | Zuid-Holland Noord                                                                        | Ex-Kynnisferðir Reykjavík 301 - 305, 307 - 328, 330 |            |
| Qbuzz                                                             | LLE-120.255                        | 32          | 8151–8180 | Zuid-Holland Noord                                                                        | Ex-BVG Berlin 2325, 2343, 2360, 2365, 2371 - 2374, 2376, 2377, 2379, 2383, 2385, 2388 - 2393, 2400, 2414, 2415, 2419, 2420, 2422, 2423, 2426, 2433, 2435, 2498 |            |
| Quick Parking                                                     | CLF 120.255                        | 1           | 86-BDL-9 | Hotelvervoer Schiphol                                                                     | |            |
| Quick Parking                                                     | MLE 88.210                         | 1           | 64-BDV-9 | Hotelvervoer Schiphol                                                                     | Was eerst een testvoertuig, is later aangekocht. |            |
| Quick Parking                                                     | MLE 88.180                         | 1           | 12-BDZ-3 | Hotelvervoer Schiphol                                                                     | Ex-Arriva |            |
| Quick Parking                                                     | LLE 120.255                        | 1           | 44-BJL-8 | Hotelvervoer Schiphol                                                                     | Naar Van der Laan |            |
| Quick Parking                                                     | LLE 120.255                        | 1           | 09-BJH-1 | Hotelvervoer Schiphol                                                                     | |            |
| RET Rotterdam                                                     | CLF 120 Hybrid                     | 2           | 404–405 | Rotterdam                                                                                 | Ombouw door e-Traction als fluisterbus. In 2019 werd 405 omgebouwd door e-Traction tot geheel elektrische bus en 404 buiten dienst gesteld. |            |
| RET Rotterdam                                                     | LLE 120.255                        | 40          | 1101–1140 | Rotterdam                                                                                 | |            |
| RET Rotterdam                                                     | SLE 120 Hybrid                     | 82          | 1201–1286 | Rotterdam                                                                                 | |            |
| RET Rotterdam                                                     | SLE 120 Hybrid                     | 13          | 1287–1299 | Rotterdam (R-net lijnen 170 en 173)                                                       | |            |
| RET Rotterdam                                                     | SLE 120 Hybrid                     | 4           | 1300-1303 | Rotterdam                                                                                 | |            |
| RET Rotterdam                                                     | SLF 120 Electric                   | 55          | 1401–1455 | Rotterdam                                                                                 | |            |
| RET Rotterdam                                                     | SLF 120 Electric                   | 42          | 1501–1542 | Rotterdam                                                                                 | |            |
| South West Tours                                                  | SLF 120                            | 2           | 51-52 |                                                                                           | ex-GVB 1139 en 1164 |            |
| South West Tours                                                  | LLE 120                            | 1           | ?? |                                                                                           | ex-Syntus 3194 |            |
| Syntus                                                            | LLE 120.255                        | 21          | 1870–1890 | Utrecht bij Syntus Utrecht                                                                | Enkele bussen droegen oorspronkelijk nummers in de 11xx-reeks. De 1881–1890 hebben de U-link huisstijl. |            |
| Syntus                                                            | SLE-120.310                        | 1           | 2101 |                                                                                           | Demobus |            |
| Syntus                                                            | LLE 120.225                        | 104         | 3101–3204 | Twente bij Syntus Twente                                                                  | 40 van deze bussen gingen tijdelijk bij EBS IJssel-Vecht rijden als 4158–4197 in afwachting van de elektrische bussen daar. 26 andere bussen zijn verkocht aan Arriva voor diensten in Brabant en Zuid-Holland Noord als 0916–0941. De 3146 is verkocht aan Hetebrij, de 3180 aan Tsjerk Hiddes en de 3196 ging naar OV Collectie Nederland. |            |
| Syntus                                                            | CLF 120.255                        | 1           | 3327 | Veluwe bij Syntus Gelderland                                                              | Voormalig testvoertuig van Connexxion. |            |
| Syntus                                                            | CLF 120.255                        | 2           | 4198-4199 | Zwolle bij Syntus Overijssel                                                              | 4198 is een voormalig testvoertuig van Veolia Transport Nederland 4199 is een voormalig testvoertuig van Arriva en GVB (nu bij Nowy Dwór Mazowiecki (Polen)). |            |
| TCR                                                               | LLE 120.225                        | 8           | 553–559 | Hoeksche Waard / Goeree-Overflakkee                                                       | Ex Veolia Transport 5448–5454, dragen bij Connexxion de nummers 5891–5897. Zijn naar Next OV gegaan. |            |
| TCR                                                               | SLF 120 Electric                   | 1           | 611 | Waddeneilanden                                                                            | Reed op Vlieland in opdracht van Arriva. Droeg bij Arriva het nummer 3017. Is in 2020 naar Arriva gegaan. |            |
| TCR                                                               | LLE 120.255                        | 9           | 702–712 | Noord-Holland Noord                                                                       | Dragen tevens de Connexxionnummers 3262-3272. Zijn in 2020 naar Connexxion gegaan. |            |
| TGVia                                                             | LLE 120.255                        | 1           | 74 | IJssel-Vecht                                                                              | Ex Nysse (Finland). |            |
| Transdev                                                          | LLE 99 Electric                    | 11          | 7635–7645 | Gooi en Vechtstreek                                                                       | Ex Connexxion Noord-Holland Noord. |            |
| Transdev                                                          | LLE 115 Electric                   | 17          | 7675–7691 | Gooi en Vechtstreek                                                                       | |            |
| Transdev                                                          | LE 135 Electric                    |             | n.n.b. | Hoeksche Waard / Goeree-Overflakkee                                                       | |            |
| Verkeersschool Trilling                                           | CLF 120.310                        | 1           | 82-BJJ-1 |                                                                                           | Lesbus, afkomstig uit Chili |            |
| Veolia Transport Nederland                                        | CLF 120.250                        | 1           | 121 | Maastricht                                                                                | Testvoertuig Afgevoerd in 2010/2011 Over naar Syntus Overijssel. |            |
| Veolia Transport Nederland                                        | SLF 120.310                        | 1           | 121 | Maastricht                                                                                | Testvoertuig met FPT Cursor 9 Euro 6 motor. Na buitendienststelling naar HTM Specials voor inzet op en rond Schiphol. |            |
| Veolia Transport Nederland                                        | SLF 120 Electric                   | 1           | 121 | Maastricht                                                                                | Testvoertuig 100% electric |            |
| Veolia Transport Nederland                                        | LLE 120.225                        | 54          | 5401–5454 | Limburg                                                                                   | De 5401–5447 zijn overgenomen door Connexxion in HWGO. De 5448–5454 zijn naar TCR overgegaan. |            |
| Noorwegen                                                         |                                    |             | |                                                                                           | |            |
| Unibuss AS                                                        | SLF 120 Electric                   | 10          | 1241–1250 | Oslo                                                                                      | De meeste bussen uit deze serie zijn verkocht aan Connexxion. |            |
| Unibuss AS                                                        | SLFA 180 Electric                  | 30          | 3101–3130 | Oslo                                                                                      | Een deel van de bussen van deze serie is verkocht aan Hermes. |            |
| Avinor Oslo Airport                                               | SLFA 181 Electric                  | 8           | ?? | Luchthaven Oslo Gardermoen                                                                | |            |
| Oostenrijk                                                        |                                    |             | |                                                                                           | |            |
| Fa. Breuss, Rankweil                                              | SLF 120.310                        | 3           | FK VVV 1 - FK VVV 3 | Vorarlberg                                                                                | |            |
| Oman                                                              |                                    |             | |                                                                                           | |            |
| Oman National Transport Company (ONTC)                            | SLF 120                            | 40          | 5000-5039 | Masqat                                                                                    | |            |
| Mwasalat                                                          | LLE 99                             | 30          | 55-00 - 55-29 | Masqat                                                                                    | |            |
| Polen                                                             |                                    |             | |                                                                                           | |            |
| VDL Bus & Coach Polska; Kościelec                                 | SLF 120                            | 1           | - | Demobus                                                                                   | Overgeplaatst naar MPK Nowy Sącz |            |
| MPK Nowy Sącz                                                     | SLF 120                            | 1           | - | Nowy Sącz                                                                                 | Testvoertuig Voormalige demobus Overgegaan naar MPK Rzeszów. |            |
| MPK Rzeszów                                                       | SLF 120                            | 1           | 635 | Rzeszów                                                                                   | Testvoertuig Voormalige demobus en MPK Nowy Sącz Overgegaan naar MZA Warsawa. |            |
| MZA Warszawa                                                      | SLF 120                            | 1           | 924 | Warschau                                                                                  | Testvoertuig Voormalige demobus, MPK Nowy Sącz en MPK Rzeszów. |            |
| Verenigde Arabische Emiraten                                      |                                    |             | |                                                                                           | |            |
| Roads and Transport Authority (RTA)                               | CLF 120                            | 518         | 1506–2026 | Dubai                                                                                     | |            |
| IJsland                                                           |                                    |             | |                                                                                           | |            |
| Kynnisferdir                                                      | CLE 120                            | 1           | 301 | Kópavogur                                                                                 | |            |
| Kynnisferdir                                                      | LLE 120.225                        | 30          | 301-330 | Kópavogur                                                                                 | Stadsvervoer hoofdstedelijke regio t.b.v. Strætó bs. De meeste bussen zijn verkocht aan Qbuzz |            |
| Zweden                                                            |                                    |             | |                                                                                           | |            |
| Arriva Zweden                                                     | XLE 137.310                        | 21          | 8501–8521 | Stockholm                                                                                 | |            |
| Arriva Zweden                                                     | XLE 145.310                        | 57          | 8701–8756 9906 | Stockholm                                                                                 | Rijden op Biodiesel |            |
| Arriva Zweden                                                     | SLFA 181 Electric (BRT uitvoering) | 13          | 1001-1013 | Helsingborg                                                                               | nieuwe HelsingborgsExpressen |            |
| Byberg & Nordin, Nordingrå                                        | LLE 120.255                        | 8           | 80-87 | Västernorrlands län                                                                       | |            |
| Byberg & Nordin, Nordingrå                                        | SLE 129.310                        | 5           | 164-175 | Västernorrlands län                                                                       | |            |
| Björks Buss AB, Västerås                                          | SLE 120.255                        | 4           | 7409-7412 |                                                                                           | |            |
| Björks Buss AB, Västerås                                          | SLE 120.255 Cargo                  | 9           | 7402, 7408, 7418-7424 |                                                                                           | |            |
| Björks Buss AB, Västerås                                          | XLE 145.360                        | 1           | DKB898 |                                                                                           | |            |
| Transdev Sverige AB, Umeå                                         | LLE 120.225                        | 24          | 8041–8064 | Stadsbus Umeå                                                                             | |            |
| Transdev Sverige AB, Umeå                                         | SLFA 181 Electric                  | 25          | 8101-8125 | Stadsbus Umeå                                                                             | Lijnen 1 en 8 van Stadtverkehr Umeå |            |
| Transdev Sverige AB, Umeå                                         | LLE 127.225 (Biodiesel)            | 59          | 0401-0459 | Sigtuna, Upplands Väsby en Vallentuna                                                     | [ 95 ] |            |
| Transdev Sverige AB, Umeå                                         | LLE 115 Electric                   | 30          | | Stockholm en Umeå                                                                         | |            |
| VS & Perssons Busses AB, Valbo                                    | LLE 120.205                        | 2           | 701, 702 |                                                                                           | |            |
| VS & Perssons Busses AB, Valbo                                    | LLE 120.225                        | 1           | 703 |                                                                                           | |            |
| VS & Perssons Busses AB, Valbo                                    | SLE 129.310                        | 1           | 704 |                                                                                           | |            |
| VS & Perssons Busses AB, Valbo                                    | XLE 145.310                        | 8           | 706, 707 709–714 |                                                                                           | |            |
| Keolis Sverige AB                                                 | SLFA 181 Electric (BRT uitvoering) | 4           | 181–184 | Karlstad                                                                                  | [ 96 ] |            |
| Zwitserland                                                       |                                    |             | |                                                                                           | |            |
| Basler Verkehrs-Betriebe (BVB)                                    | SLF 120 Electric                   | 1           | 7100 | Basel                                                                                     | |            |
| Basler Verkehrs-Betriebe (BVB)                                    | SLFA 181 Electric (BRT uitvoering) | 1           | 7100 | Basel                                                                                     | Proefproject vanaf december 2018 |            |
| PostAuto Schweiz AG (Dillerbus AG uit Sarnen)                     | SLF 120 Electric                   | 1           | 10662 | Kanton Obwalden                                                                           | lijn 342 tussen Sarnen Bahnhof en Alpnach Dorf Bahnhof |            |

## Prijzen
- De VDL Citea behaalde tijdens de 'Bus Euro Test 2010' in de Roemeense hoofdstad Boekarest de hoogste score en werd uitgeroepen tot Bus of the Year 2011[99] De prijs werd tijdens de IAA in Hannover op 23 september 2010 uitgereikt aan W. van der Leegte, president-directeur van de VDL-groep.
- Het vernieuwde futuristische BRT (Bus Rapid Transit)-ontwerp van de VDL Citea SLFA Electric, een elektrische gelede bus, kreeg in 2017 de Red Dot Award toegekend.[100]
- Aan het e-bus-project van de Kölner Verkehrs-Betriebe (KVB) werd op 21 november 2018 op de beurs "Hypermotion" in Frankfurt een prijs uitgereikt voor oplossingen voor duurzame, milieuvriendelijke mobiliteit in stedelijke gebieden. In december 2016 heeft KVB zijn lijn 133 omgeschakeld naar gebruik met 8 elektrische bussen van het type VDL Citea SLFA 181-electric. Door deze batterijbussen met groene stroom wordt de uitstoot van ongeveer 520 ton koolstofdioxide (CO2) per jaar vermeden.[101]
- VDL kreeg in Berlijn de EBUS Award 2019 in de categorie voor elektrische bussen. Heliox won de onderscheiding voor bedrijven in laadapparatuur. VDL en Heliox deelden daarnaast in het succes van het Keulse openbaarvervoerbedrijf KVB dat de prijs kreeg voor succesvolste proef met elektrische bussen. VDL en Heliox waren daarvoor de leverancier. De milieuprijzen voor de openbaarvervoerindustrie worden om de twee jaar uitgereikt.[102]